# Paris
Paris (pronúncia em francês: [paʁi] (escutarⓘ)) é a capital e a mais populosa cidade da França, com uma população estimada em 2020 de 2 148 271 habitantes em uma área de 105 quilômetros quadrados. Desde o século XVII, Paris é um dos principais centros de finanças, diplomacia, comércio, moda, ciência e artes da Europa. A cidade de Paris é o centro e sede de governo da região administrativa de Ilha de França, que tem uma população estimada em 2020 de 12 278 210 habitantes, ou cerca de 18% da população da França. Em 2017, a região de Paris teve um PIB de 709 bilhões de euros. De acordo com a Pesquisa de Custo de Vida da Economist Intelligence Unit em 2018, Paris era a segunda cidade mais cara do mundo, atrás apenas da Singapura e à frente de Zurique, Hong Kong, Oslo e Genebra.
Abrangendo numerosos monumentos e por conta de seu considerável papel político e econômico, Paris é também uma importante cidade na história da humanidade. Sua posição numa encruzilhada entre os itinerários comerciais terrestres e fluviais no coração de uma rica região agrícola a tornou uma das principais cidades francesas ao longo do século X, beneficiada com palácios reais, ricas abadias e uma catedral. Ao longo do século XII, tornou-se um dos primeiros focos europeus do ensino e da arte. A importância econômica e política de Paris foi reforçada quando os Reis de França e a corte fixaram-se na cidade. Assim, Paris se converteu em uma das mais importantes cidades de todo o mundo ocidental, na capital da maior potência política europeia (século XVII), no centro cultural da Europa (século XVIII) e na capital da arte e do lazer (século XIX).
Paris é a capital econômica e comercial da França, onde os negócios da Bolsa e das finanças se concentram. A densidade da sua rede ferroviária, rodoviária e da sua estrutura aeroportuária — um hub da rede aérea francesa e europeia — fazem-na um ponto de convergência para os transportes internacionais. A cidade abriga dois aeroportos internacionais: o Aeroporto de Paris-Charles de Gaulle, o segundo aeroporto mais movimentado da Europa, e o Aeroporto de Paris-Orly. Inaugurado em 1900, o metrô da cidade, o Metropolitano de Paris, atende 5,23 milhões de passageiros diariamente; é o segundo sistema de metrô mais movimentado da Europa, superado pelo metrô de Moscou. A Gare du Nord é a 24.ª estação ferroviária mais movimentada do mundo, porém a primeira localizada fora do Japão, com 262 milhões de passageiros em 2015.
Em 2018, Paris recebeu 16,8 milhões de turistas, sendo a oitava cidade mais visitada do mundo naquele ano, assim como a segunda cidade da Europa, depois de Londres. O clube de futebol Paris Saint-Germain e o clube de rugby Stade Français estão sediados em Paris. O Stade de France, com 81 mil lugares, construído para a Copa do Mundo FIFA de 1998, está localizado ao norte da cidade, na comuna vizinha de Saint-Denis. Paris organiza anualmente o torneio Grand Slam de tênis. Sediou os Jogos Olímpicos de Verão de 1900 e 1924 e 2024. Paris também foi a cidade-sede das Copas do Mundo FIFA de 1938 e 1998, a Copa do Mundo de Rugby Union de 2007 e o Campeonato Europeu de Futebol de 1960, 1984 e 2016. A competição de ciclismo de estrada Tour de France finaliza-se em Paris em todo mês de julho.

## Etimologia
Paris deve seu nome aos Parísios, um povo gaulês que habitava a região antes da chegada dos romanos. Após conquistá-los, os romanos rebatizaram seu assentamento como "Lutécia dos Parísios" (em latim: Lutetia Parisiorum). Ao longo do século IX, essa denominação, aos poucos, deu lugar ao nome atual. Os Parísios também emprestaram seu nome a algumas outras vilas da região, tais como Villeparisis, Cormeilles-en-Parisis, e Fontenay-en-Parisis.
Paris é frequentemente chamada de "cidade das luzes" (La Ville Lumière), tanto por conta de seu papel de liderança durante a Era do Iluminismo quanto mais literalmente porque Paris foi uma das primeiras grandes cidades europeias a usar a iluminação pública a gás em grande escala em seus bulevares e monumentos. Em 1829, luzes de gás foram instaladas na Place du Carrousel, Rue de Rivoli e Place Vendôme. Em 1857, as grandes avenidas foram acesas. Na década de 1860, as avenidas e ruas de Paris eram iluminadas por 56 mil lâmpadas de gás.

## História

### Origens
Os parísios, uma subtribo dos Sênones celtas, habitavam a área atualmente compreendida como Paris por volta de meados do século III a.C.. Uma das principais rotas comerciais norte-sul da região atravessava o Sena na Ilha da Cidade; este local de encontro de rotas comerciais tornou-se gradualmente um importante centro comercial. Os Parísios negociaram com muitas cidades fluviais (algumas tão distantes quanto a Península Ibérica) e cunharam suas próprias moedas para esse propósito.
Os romanos conquistaram a Bacia de Paris em 52 a.C. e começaram seu assentamento na margem esquerda de Paris. A cidade romana era originalmente chamada de Lutécia ou Lutécia dos Parísios (em latim: Lutetia Parisiorum). Tornou-se uma cidade próspera com um fórum, termas, templos, teatros e um anfiteatro.
No final do Império Romano do Ocidente, a cidade era conhecida como Parísio, um nome latino que mais tarde se tornaria Paris em francês. O cristianismo foi introduzido em meados do século III por São Dionísio, o primeiro bispo de Paris: segundo a lenda, quando Dionísio se recusou a renunciar à sua fé diante dos ocupantes romanos, foi decapitado na colina que ficou conhecida como Monte do Martírio (Mons Martyrum), mais tarde Montmartre, de onde andou sem sua cabeça para o norte da cidade; o local onde caiu e foi enterrado se tornou um importante santuário religioso, a Basílica de São Dionísio, onde muitos reis franceses estão enterrados.
Clóvis, o primeiro rei da Dinastia merovíngia, fez da cidade sua capital a partir de 508. Quando o domínio franco da Gália começou, houve uma imigração gradual dos francos para Paris e nasceram os dialetos francófonos parisienses. A fortificação da Ilha da Cidade não conseguiu evitar o saque pelos viquingues em 845, mas a importância estratégica de Paris—com suas pontes que impediam a passagem de navios—foi estabelecida por uma defesa bem-sucedida no cerco de Paris (885-86), pelo qual o então conde de Paris, Eudo de França, foi eleito rei da Frância Ocidental. Da dinastia capetiana iniciada com a eleição de 987 de Hugo Capeto, conde de Paris e duque dos francos, como rei de uma Frância unificada, Paris gradualmente se tornou a maior e mais próspera cidade da França.

### Idade Média a Luís XIV

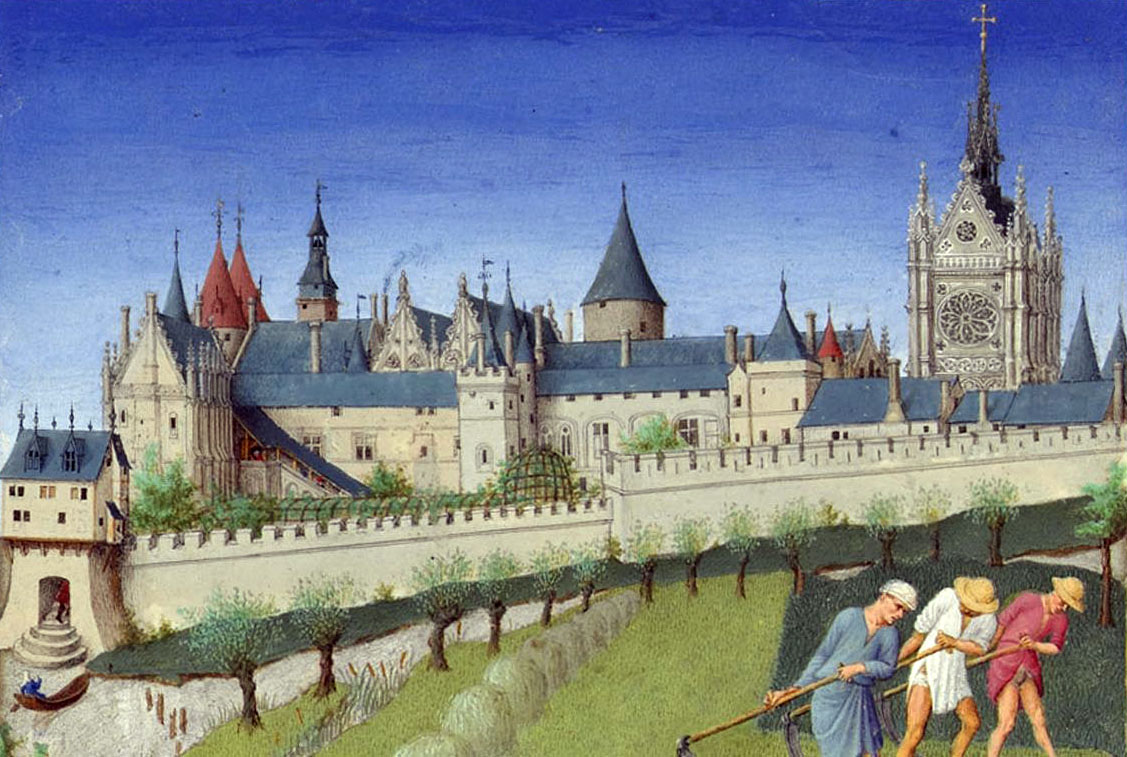
O Palais de la Cité e a Sainte-Chapelle, vistos da margem esquerda, no livro Les très riches heures du duc de Berry (mês de junho de 1410)

No final do século XII, Paris havia se tornado a capital política, econômica, religiosa e cultural da França. O Palais de la Cité, a residência real, ficava no extremo oeste da Ilha da Cidade. Em 1163, durante o reinado de Luís VII, Maurício de Sully, bispo de Paris, empreendeu a construção da Catedral de Notre Dame na extremidade oriental da cidade.
Depois que o pântano entre o rio Sena e o seu mais lento "braço morto" ao norte foi preenchido por volta do século X, o centro cultural de Paris começou a se mudar para a margem direita. Em 1137, um novo mercado da cidade (hoje Les Halles de Paris) substituiu os dois menores na Ilha da Cidade e na Place de la Grève (Hotel de Ville).
No final do século XII, Filipe II de França estendeu a fortaleza do Louvre para defender a cidade contra invasões de rios do oeste, deu à cidade suas primeiras muralhas entre 1190 e 1215, reconstruiu suas pontes para ambos os lados da ilha central e pavimentou suas principais vias. Em 1190, Filipe II transformou a antiga escola catedral de Paris no que se tornaria a Universidade de Paris e atrairia estudantes de toda a Europa.
Com 200 mil habitantes em 1328, Paris, à época já capital da França, era a cidade mais populosa da Europa. Londres, em comparação, tinha 80 mil em 1300. Durante a Guerra dos Cem Anos, Paris foi ocupada pelas forças da Borgonha, aliada da Inglaterra, a partir de 1418, antes de ser ocupada pelos ingleses quando Henrique V de Inglaterra entrou na capital francesa em 1420; apesar de um esforço em 1429 por Joana d'Arc para libertar a cidade, esta permaneceu sob ocupação inglesa até ser libertada por Carlos VII em 1436.

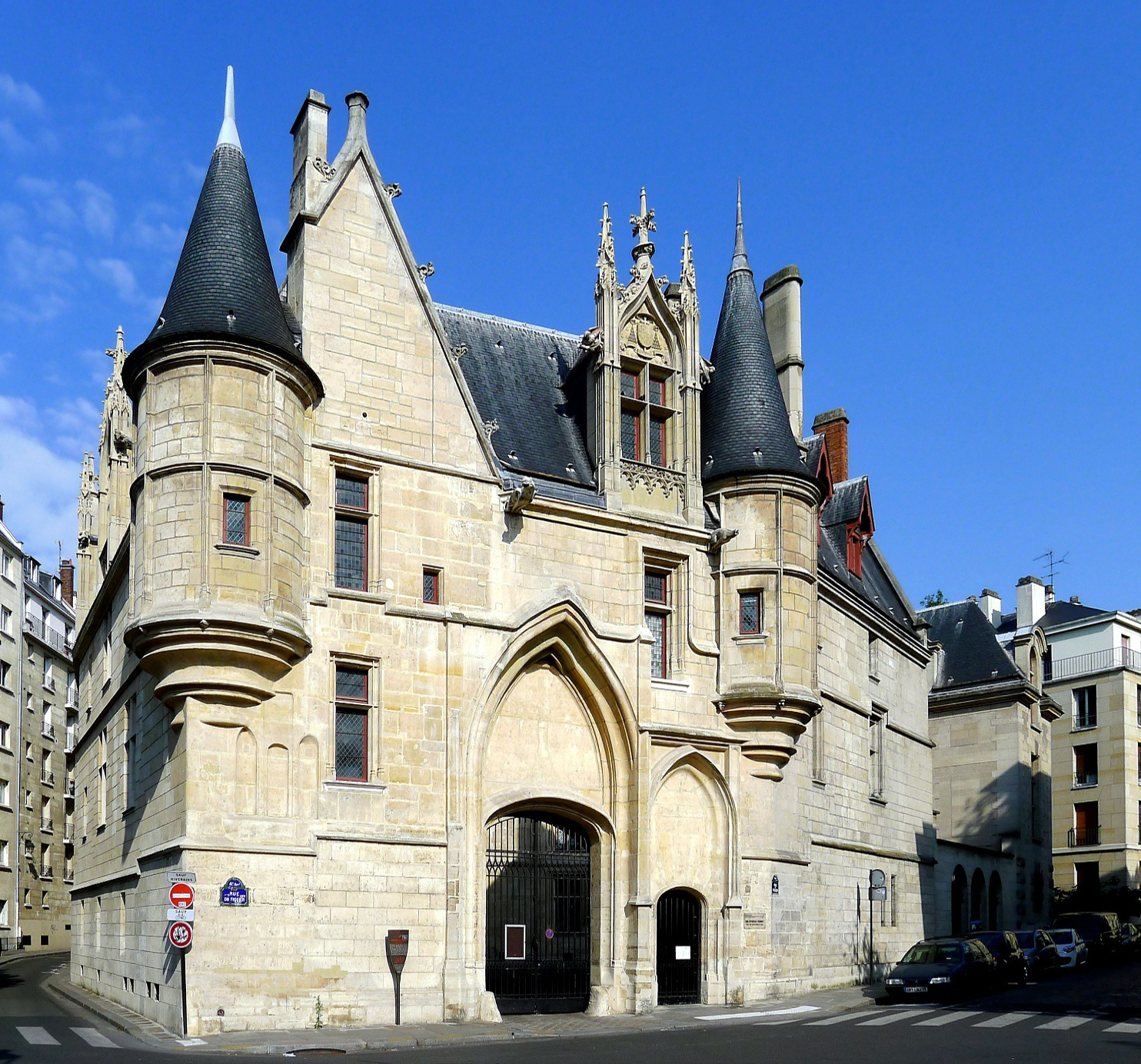
O Hôtel de Sens, um dos muitos prédios remanescentes da Idade Média em Paris

Nas Guerras religiosas na França do final do século XVI, Paris era uma fortaleza da Liga Católica, responsável por organizar o Massacre da noite de São Bartolomeu em 24 de agosto de 1572, no qual milhares de protestantes franceses foram mortos. Os conflitos terminaram quando o pretendente ao trono Henrique IV, depois de se converter ao catolicismo e conseguir entrar na cidade em 1594, reivindicou a coroa francesa. Henrique fez várias melhorias na capital durante seu reinado: concluiu a construção da primeira ponte descoberta e revestida de calçada de Paris, a Pont Neuf, construiu uma extensão do Louvre, conectando-o ao Palácio das Tulherias, e criou a primeira praça residencial de Paris, a Place Royale, agora Place des Vosges. Apesar dos esforços de Henrique para melhorar a circulação da cidade, a estreiteza das ruas de Paris foi um fator que contribuiu para seu assassinato perto do mercado Les Halles em 1610.
Durante o século XVII, o Cardeal de Richelieu, ministro-chefe de Luís XIII, estava determinado a fazer de Paris a cidade mais bonita da Europa. Construiu cinco novas pontes, uma nova capela para o Colégio de Sorbonne e um palácio para si, o Cardeal Palais, que legou a Luís XIII. Após a morte de Richelieu em 1642, o palácio foi renomeado para Palais-Royal.
Devido às revoltas parisienses durante a guerra civil de Fronda, Luís XIV mudou sua corte para um novo palácio, Versalhes, em 1682. Embora não fosse mais a capital da França, as artes e as ciências da cidade floresceram com a Comédie-Française, a Academia de Pintura e a Academia Francesa de Ciências. Para demonstrar que a cidade estava a salvo de ataques, o rei demoliu as muralhas da cidade e as substituiu por bulevares arborizados que se tornariam os atuais Grands Boulevards. Outras marcas de seu reinado foram o Collège des Quatre-Nations, o Place Vendôme, o Place des Victoires e o Hôtel des Invalides.

### Séculos XVIII e XIX
A população de Paris cresceu de cerca de 400 mil habitantes em 1640 para 650 mil em 1780. Uma nova avenida, a Champs-Élysées, estendeu a cidade a oeste de Étoile, enquanto o bairro Faubourg Saint-Antoine, no leste da cidade e habitado pela classe trabalhadora, ficava cada vez mais lotado de trabalhadores pobres que migravam de outras regiões da França.

A tomada da Bastilha em 14 de julho de 1789, por Jean-Pierre Houël

Paris foi o centro de uma explosão de atividades filosófica e científica conhecida como Era do Iluminismo. Diderot e d'Alembert publicaram sua Encyclopédie em 1751, e os Irmãos Montgolfier lançaram o primeiro voo tripulado em um balão de ar quente em 1783, dos jardins do Castelo de la Muette. Paris era a capital financeira da Europa continental, o principal centro europeu de publicação de livros, de moda e de fabricação de móveis finos e artigos de luxo.
No verão de 1789, Paris se tornou o palco central da Revolução Francesa. Em 14 de julho, uma multidão apreendeu o arsenal de Invalides, adquirindo milhares de armas, e invadiu a Bastilha, um símbolo da autoridade real. A primeira Comuna de Paris independente, ou conselho da cidade, reuniu-se no Hôtel de Ville e, em 15 de julho, elegeu um prefeito, o astrônomo Jean Sylvain Bailly.
Luís XVI e a família real foram trazidos para Paris e feitos prisioneiros no Palácio das Tulherias. Em 1793, quando a revolução se tornou cada vez mais radical, o rei, a rainha e o prefeito foram guilhotinados (executados) no Reino do Terror, juntamente com mais de 16 mil pessoas em toda a França. A propriedade da aristocracia e da igreja foi nacionalizada, e as igrejas da cidade foram fechadas, vendidas ou demolidas. Uma sucessão de facções revolucionárias governou Paris até 9 de novembro de 1799, quando Napoleão Bonaparte tomou o poder como primeiro cônsul.

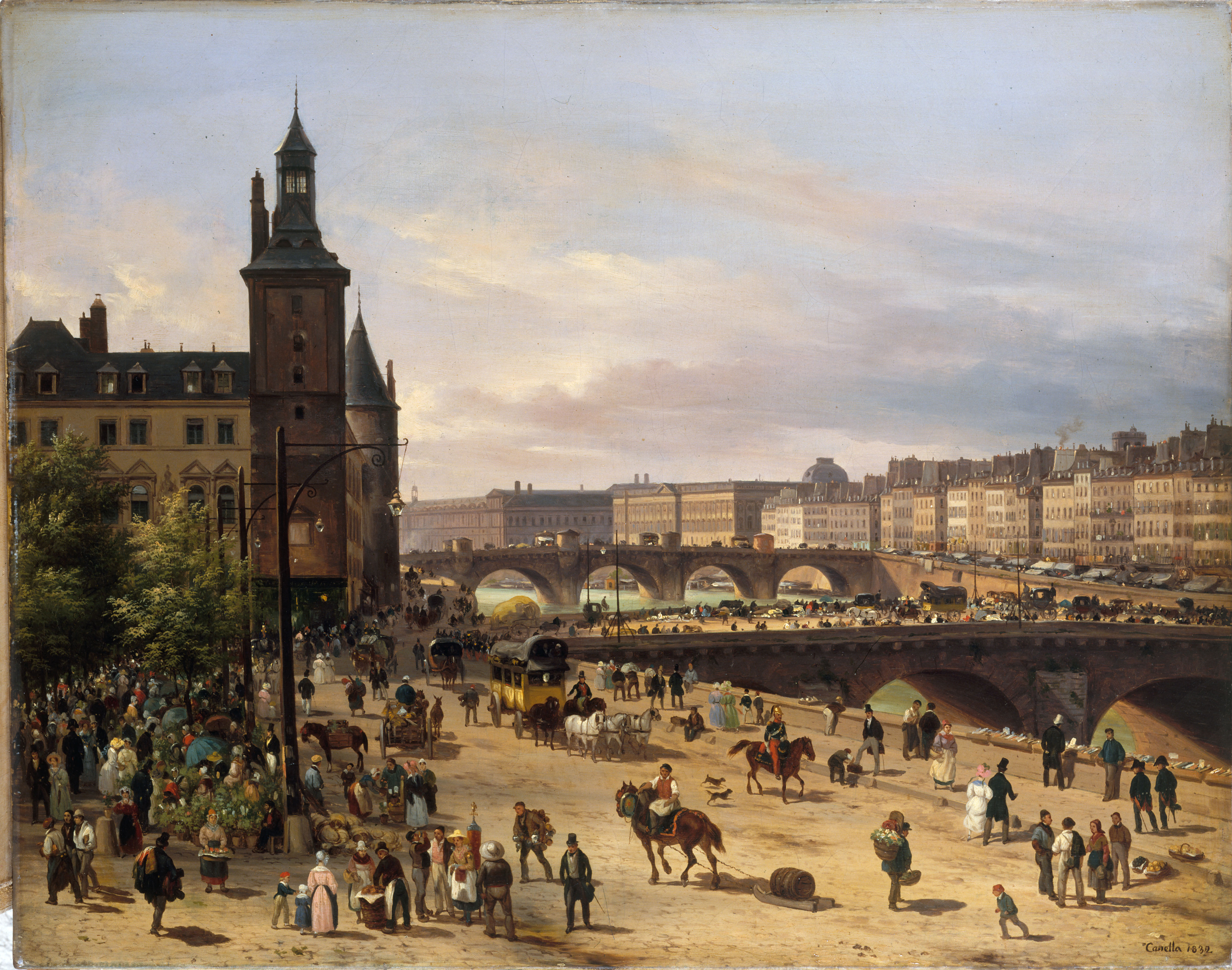
O mercado de flores, a Torre do Relógio, a Pont au Change e a Pont Neuf, por Giuseppe Canella, em 1832

A população de Paris havia diminuído 100 mil habitantes durante a Revolução, mas entre 1799 e 1815 aumentou em 160 mil novos residentes, chegando a 660 mil. Napoleão substituiu o governo eleito de Paris por um prefeito que reportava apenas a si próprio. Também passou a erguer monumentos para a glorificação militar, incluindo o Arco do Triunfo, e melhorou a infraestrutura negligenciada da cidade com novas fontes, o Canal de l'Ourcq, o Cemitério do Père-Lachaise e a primeira ponte metálica da cidade, a Pont des Arts.
Durante a Restauração, as pontes e praças de Paris foram devolvidas aos seus nomes pré-Revolução, mas a Revolução de Julho de 1830 em Paris trouxe um monarca constitucional, Luís Filipe I, ao poder. A primeira linha ferroviária para Paris foi inaugurada em 1837, iniciando um novo período de migração maciça das províncias para a cidade. Luís Filipe foi derrubado por uma revolta popular nas ruas de Paris em 1848. Seu sucessor, Napoleão III, e o recém-nomeado prefeito do Sena, Georges-Eugène Haussmann, lançaram um gigantesco projeto de obras públicas para construir novas avenidas, uma nova casa de ópera, um mercado central, novos aquedutos, canos de esgoto e parques, incluindo o Bois de Boulogne e o Bois de Vincennes. Em 1860, Napoleão III também anexou as cidades vizinhas e criou oito novos arrondissements, expandindo Paris aos seus limites atuais.
Durante a Guerra Franco-Prussiana (1870-1871), Paris foi sitiada pelo exército prussiano. Após meses de bloqueio, fome e bombardeio pelos prussianos, a cidade foi forçada a se render em 28 de janeiro de 1871. Em 28 de março, um governo revolucionário chamado Comuna de Paris tomou o poder em Paris. A Comuna manteve o poder por dois meses, até que foi severamente reprimida pelo exército francês durante a "Semana Sangrenta", no final de maio de 1871.

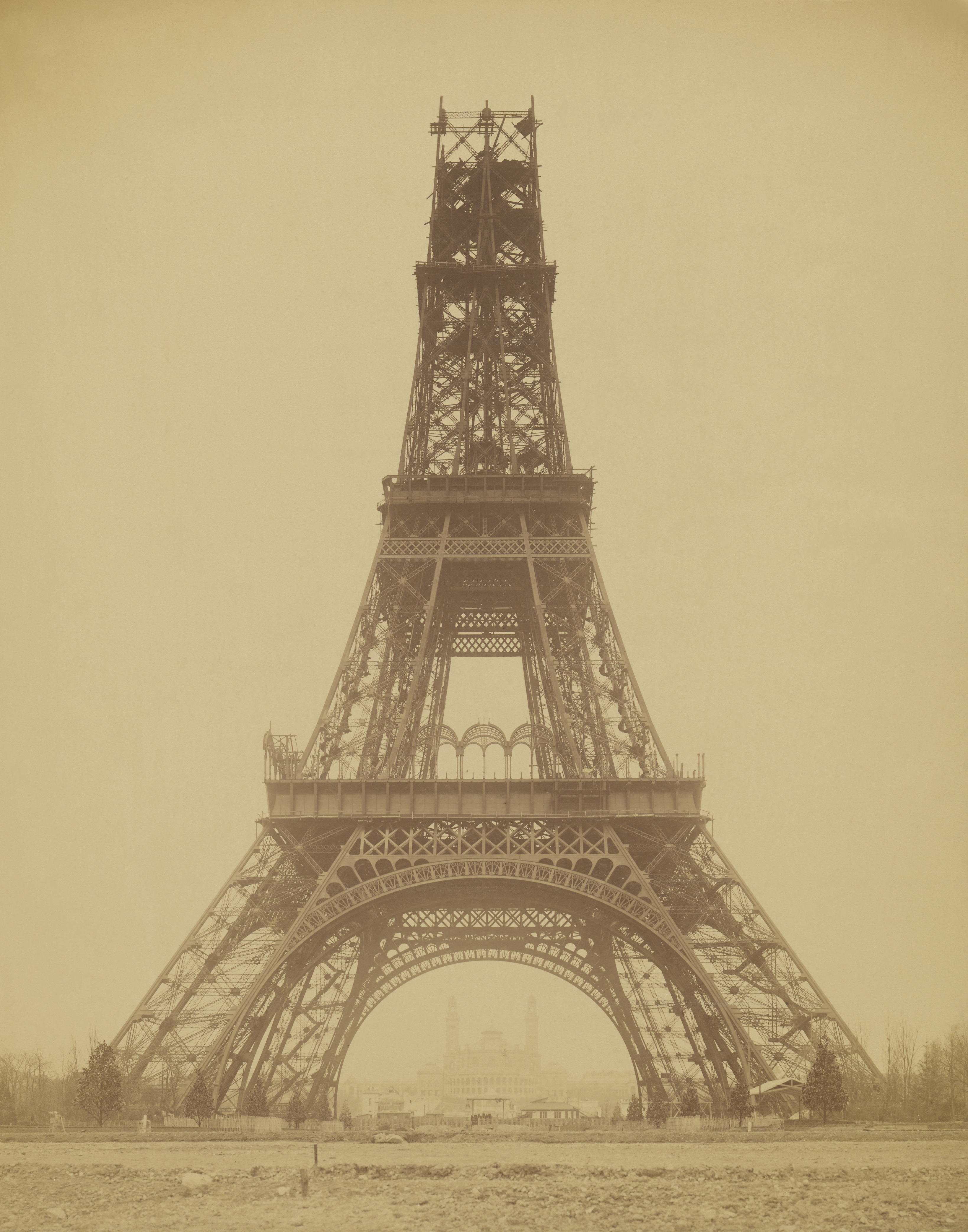
A Torre Eiffel, em construção em novembro de 1888, surpreendeu os parisienses – e o mundo – com sua modernidade

No final do século XIX, Paris sediou duas grandes exposições internacionais: a Exposição Universal de 1889, realizada para marcar o centenário da Revolução Francesa e apresentar a nova Torre Eiffel; e a Exposição Universal de 1900, que deu a Paris a Ponte Alexandre III, o Grand Palais, o Petit Palais e a primeira linha do Metropolitano de Paris. Na mesma época, Paris tornou-se o laboratório do naturalismo (Émile Zola) e do simbolismo (Charles Baudelaire e Paul Verlaine), assim como do impressionismo na arte (Courbet, Manet, Monet e Renoir).

### Séculos XX e XXI
Em 1901, a população de Paris havia crescido para 2 715 000. No início do século, artistas de todo o mundo, incluindo Pablo Picasso, Modigliani e Henri Matisse, fizeram de Paris sua casa. Foi o berço do fauvismo, cubismo e da arte abstrata, e autores como Marcel Proust estavam explorando novas abordagens para a literatura.
Durante a Primeira Guerra Mundial, Paris às vezes se encontrou na linha de frente do conflito; entre 600 a 1 000 táxis de Paris tiveram um pequeno papel, mas altamente importante do ponto de vista simbólico, ao transportarem 6 mil soldados para a linha de frente na Primeira Batalha do Marne. A cidade também foi bombardeada por zepelins e por armas de longo alcance alemãs. Nos anos após a guerra, conhecidos como Les Années Folles, Paris continuou sendo uma meca para escritores, músicos e artistas de todo o mundo, incluindo Ernest Hemingway, Igor Stravinsky, James Joyce, Josephine Baker, Allen Ginsberg e o surrealista Salvador Dalí.
Nos anos seguintes à Conferência de Paz de Paris, a cidade abrigou um número crescente de estudantes e ativistas de colônias francesas e outros países asiáticos e africanos, que mais tarde se tornaram líderes de seus países de origem, como Ho Chi Minh, Zhou Enlai e Léopold Sédar Senghor.

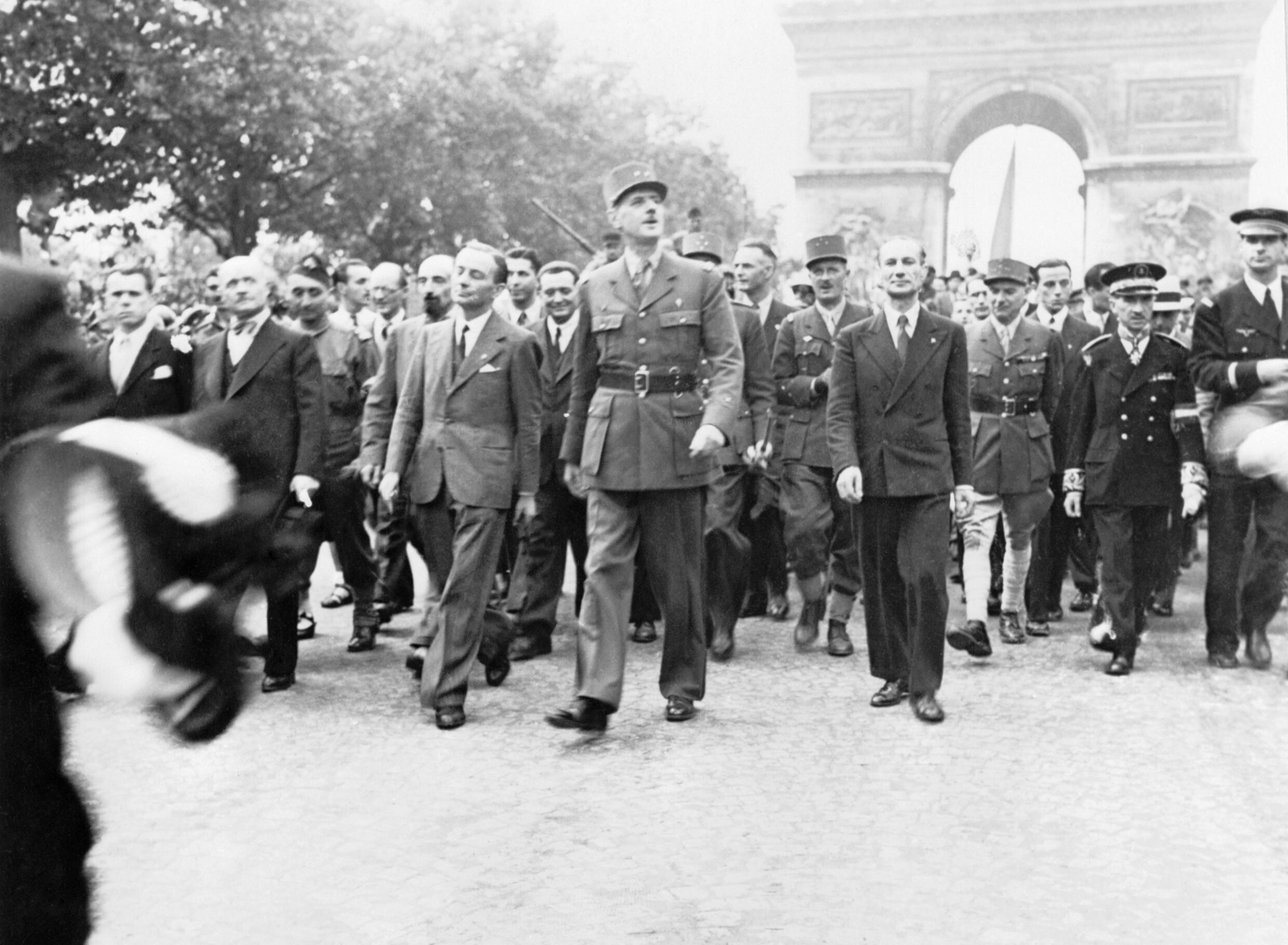
O general Charles de Gaulle nos Champs-Élysées comemorando a libertação de Paris, em 26 de agosto de 1944

Na Segunda Guerra Mundial, após a derrota aliada na Batalha da França, Paris caiu para a Alemanha Nazista e esteve sob ocupação durante quatro anos. Em 14 de junho de 1940, o exército alemão marchou para a capital francesa, que foi declarada como uma "cidade aberta". De 16 a 17 de julho de 1942, seguindo ordens alemãs, a polícia e os gendarmes franceses prenderam 12 884 judeus, incluindo 4 115 crianças, e os confinaram durante cinco dias no Rafle du Vélodrome d'Hiver, de onde foram transportados de trem para o campo de concentração de Auschwitz; nenhuma das crianças voltou. Quando os Aliados estavam se aproximando da cidade em agosto de 1944, Adolf Hitler ordenou que o general Dietrich von Choltitz, governador militar de Paris, destruísse-a e derrubasse a Torre Eiffel. Von Choltitz desobedeceu a ordem. Em 25 de agosto de 1944, a cidade foi libertada pela 2.ª Divisão Blindada Francesa e pela 4.ª Divisão de Infantaria do Exército dos Estados Unidos. O general Charles de Gaulle liderou uma enorme e emotiva multidão pelos Campos Elísios em direção à Notre Dame de Paris e proferiu um inflamado discurso do Hôtel de Ville.
Nas décadas de 1950 e 1960, Paris se tornou uma frente da Guerra de Independência Argelina; em agosto de 1961, a FLN, pró-independência, atacou e matou 11 policiais de Paris, levando à imposição de um toque de recolher aos muçulmanos da Argélia (que na época eram cidadãos franceses). Em 17 de outubro de 1961, uma manifestação não autorizada, mas pacífica, de argelinos contra o toque de recolher levou a violentos confrontos entre a polícia e manifestantes, nos quais pelo menos 40 pessoas foram mortas, incluindo algumas jogadas no Sena. A anti-independência Organisation Armée Secrète, por sua vez, realizou uma série de atentados em Paris ao longo de 1961 e 1962.
Em maio de 1968, estudantes ocuparam a Sorbonne e colocaram barricadas no Quartier Latin. Milhares de trabalhadores parisienses de colarinho azul se juntaram aos estudantes, e o movimento se transformou em uma greve geral de duas semanas. Os eventos de maio de 1968 no país resultaram na divisão da Universidade de Paris em 13 campi independentes. Em 1975, a Assembleia Nacional mudou o status de Paris para o de outras cidades francesas e, em 25 de março de 1977, Jacques Chirac se tornou o primeiro prefeito eleito da cidade desde 1793. A população de Paris caiu de 2 850 000 em 1954 para 2 152 000 em 1990, quando famílias da classe média se mudaram para os subúrbios. Uma rede ferroviária suburbana, o RER, foi construída para complementar o metrô, e a via expressa Périphérique que circunda a cidade foi concluída em 1973.

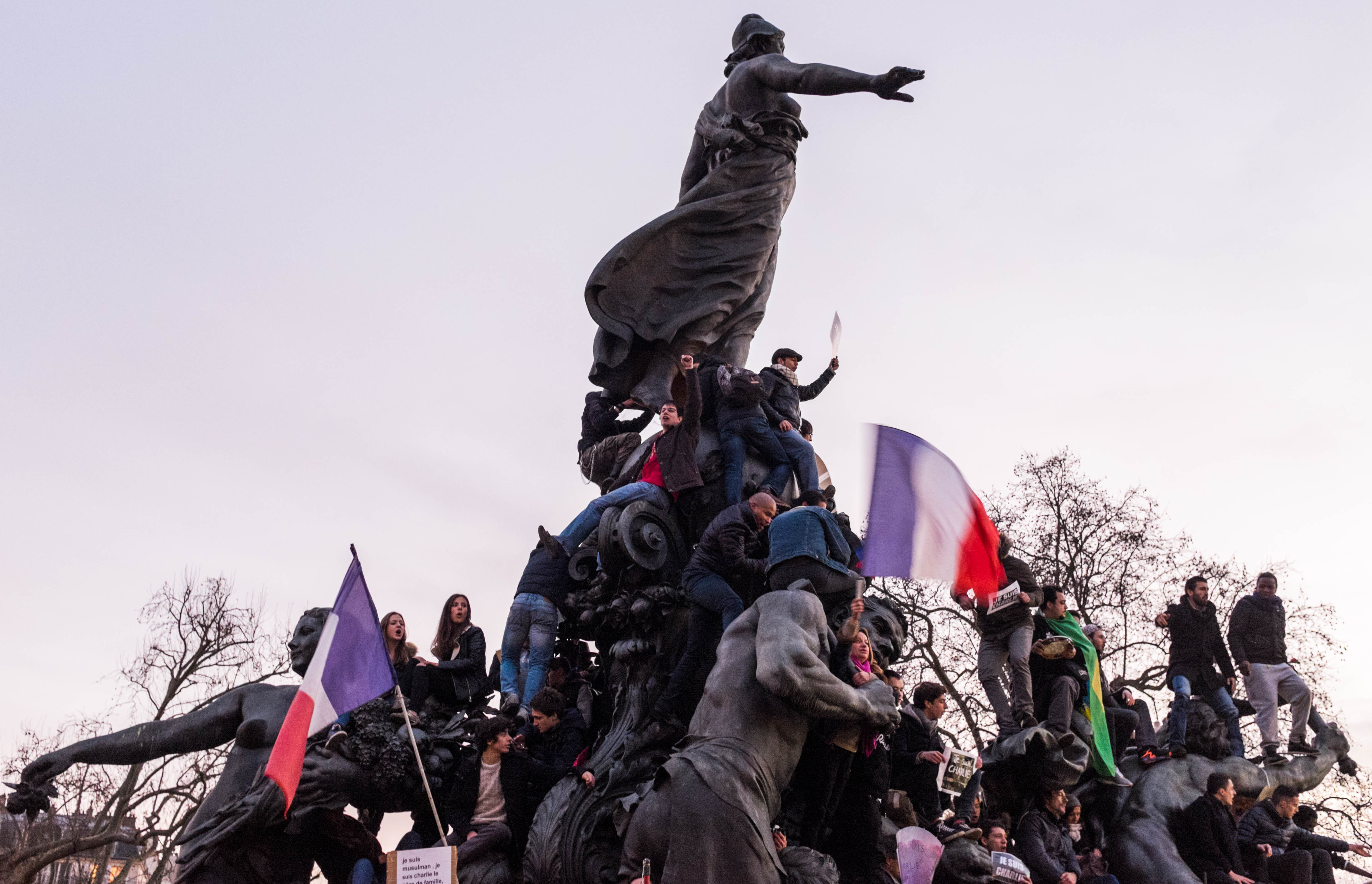
Em 2015, cerca de 1,5 milhão de pessoas participaram da Marcha pela República em Paris

A maioria dos presidentes do pós-guerra, período conhecido como Quinta República, buscaram deixar suas marcas em Paris; Georges Pompidou iniciou o Centre Georges Pompidou (1977), Valéry Giscard d'Estaing deu início ao Musée d'Orsay (1986); President François Mitterrand, no poder por 14 anos, construiu a Ópera da Bastilha (1985–1989), o novo local da Biblioteca Nacional da França (1996), o Arche de la Défense (1985–1989), e a pirâmide do Louvre, com seu pátio subterrâneo (1983–1989); Jacques Chirac (2006), o Museu do Quai Branly.
Entre julho e outubro de 1995, uma série de bombardeios realizados pelo Grupo Islâmico Armado da Argélia causou 8 mortes e mais de 200 feridos. O atentado mais mortífero ocorreu na estação de metro de Saint-Michel-Notre Dame, em 25 de julho daquele, onde foram registradas as 8 mortes.
No início do século XXI, a população de Paris começou a aumentar lentamente novamente, à medida que mais jovens se mudaram para a cidade; em 2012 atingiu cerca de 2,2 milhões de habitantes. Em 2001, Bertrand Delanoë se tornou o primeiro prefeito socialista. Em 2007, em um esforço para reduzir o tráfego de carros na cidade, Delanoë lançou o Vélib', um sistema de aluguel de bicicletas para o uso de moradores e visitantes.
Em 7 de janeiro de 2015, dois extremistas muçulmanos franceses atacaram a sede do Charlie Hebdo em Paris e mataram treze pessoas, em um ataque reivindicado pela Al-Qaeda na Península Arábica e em 9 de janeiro, um terceiro terrorista, que alegou ser parte do Estado Islâmico do Iraque e do Levante (ISIS), matou quatro reféns durante um ataque a um supermercado judeu em Porte de Vincennes. Em 11 de janeiro, cerca de 1,5 milhão de pessoas marcharam em Paris em uma demonstração de solidariedade contra o terrorismo e em apoio à liberdade de expressão. Em 13 de novembro do mesmo ano, uma série de ataques terroristas coordenados em Paris e Saint-Denis foram reivindicados pelo ISIS e causaram a mais de mais de 100 pessoas.

## Geografia

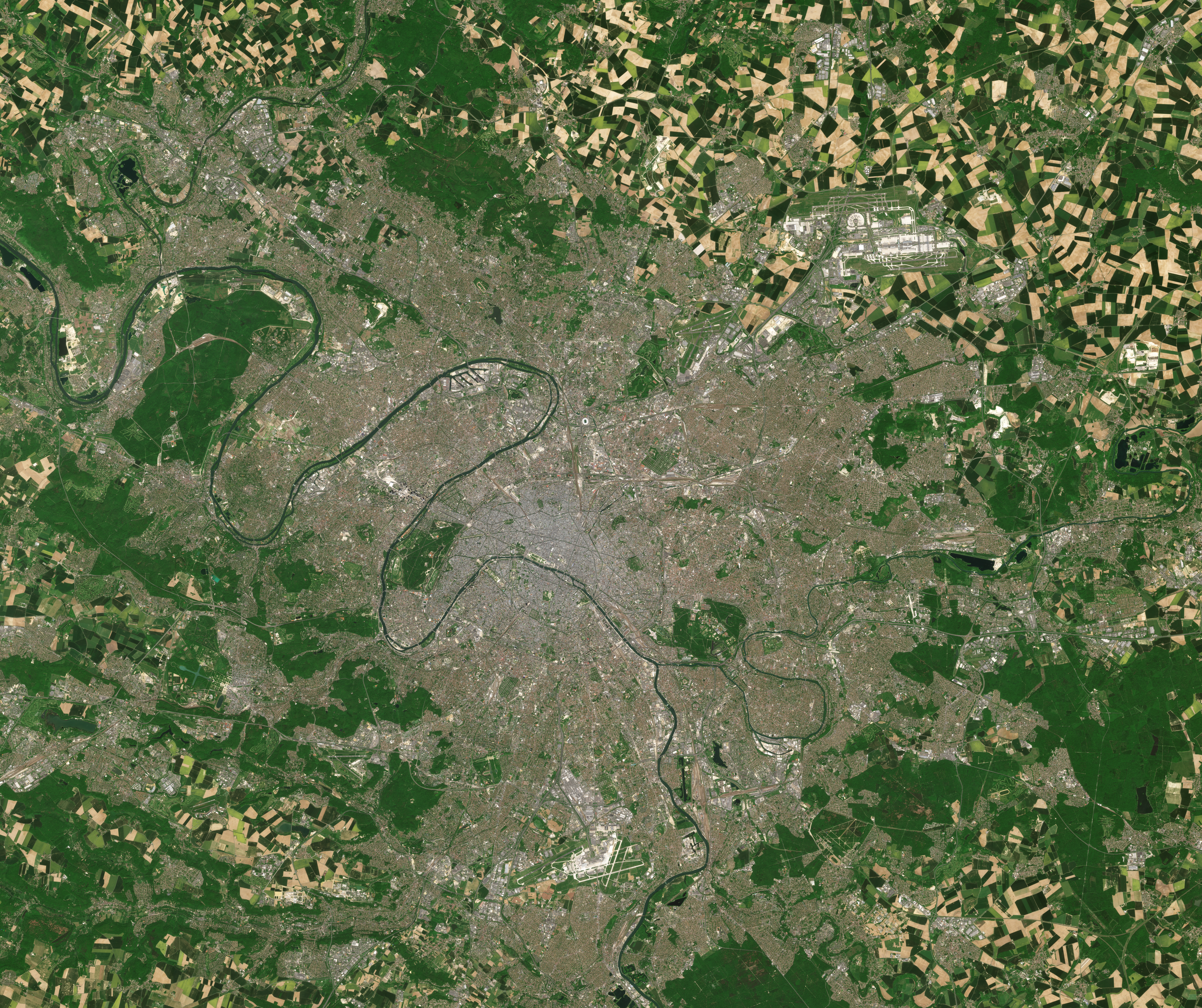
Imagem de satélite de Paris

Paris está localizada no norte da França central, ao norte do rio Sena, que inclui duas ilhas, a Île Saint-Louis e a  Île de la Cité, que formam a parte mais antiga da cidade. A foz do rio no Canal da Mancha (La Manche) fica a 375 km a jusante da cidade. A cidade está espalhada amplamente nas duas margens do rio. No geral, Paris é relativamente plana e o ponto mais baixo fica 35 m acima do nível do mar. A cidade tem várias colinas proeminentes, a mais alta das quais é Montmartre, a 130 m.
Excluindo os parques periféricos de Bois de Boulogne e Bois de Vincennes, Paris cobre uma área oval medindo cerca de 87 km² de área, cercada pelo anel viário de 35 km, o Boulevard Périphérique. A última grande anexação de territórios periféricos da cidade em 1860 não apenas lhe deu sua forma moderna, mas também criou os 20 arrondissements em espiral no sentido horário (bairros municipais). Da área de 1 860 km de 78 km², os limites da cidade foram expandidos marginalmente para 86,9 km² na década de 1920. Em 1929, os parques florestais de Bois de Boulogne e Bois de Vincennes foram oficialmente anexados à cidade, elevando sua área a cerca de 105 km². A área metropolitana da cidade tem 2 300 km².
Dum e doutro lado do rio, o relevo apresenta várias formações isoladas de gipsita que formam pequenas colinas. Na margem direita: Montmartre (131 metros de altitude), com ponto culminante no Cimetière du Calvaire; Belleville (128,5 metros), com ponto culminante na Rue du Télégraphe; Ménilmontant (108 metros); Buttes-Chaumont (103 metros); Passy (71 metros); e Chaillot (67 metros). Sobre a margem esquerda: Montparnasse (66 metros); Butte-aux-Cailles (63 metros); e Montagne Sainte-Geneviève (61 metros). A cidade de Paris com 105 km² ocupa o 113º lugar dentre as comunas da França metropolitana em área. Por outro lado, a unidade urbana de Paris, como se diz da própria cidade mais a sua aglomeração urbana periférica, cobre uma superfície de 2 723 km² reunindo 9 644 507 habitantes repartidos, em 1999, dentre 396 comunas da Île-de-France.

### Hidrografia

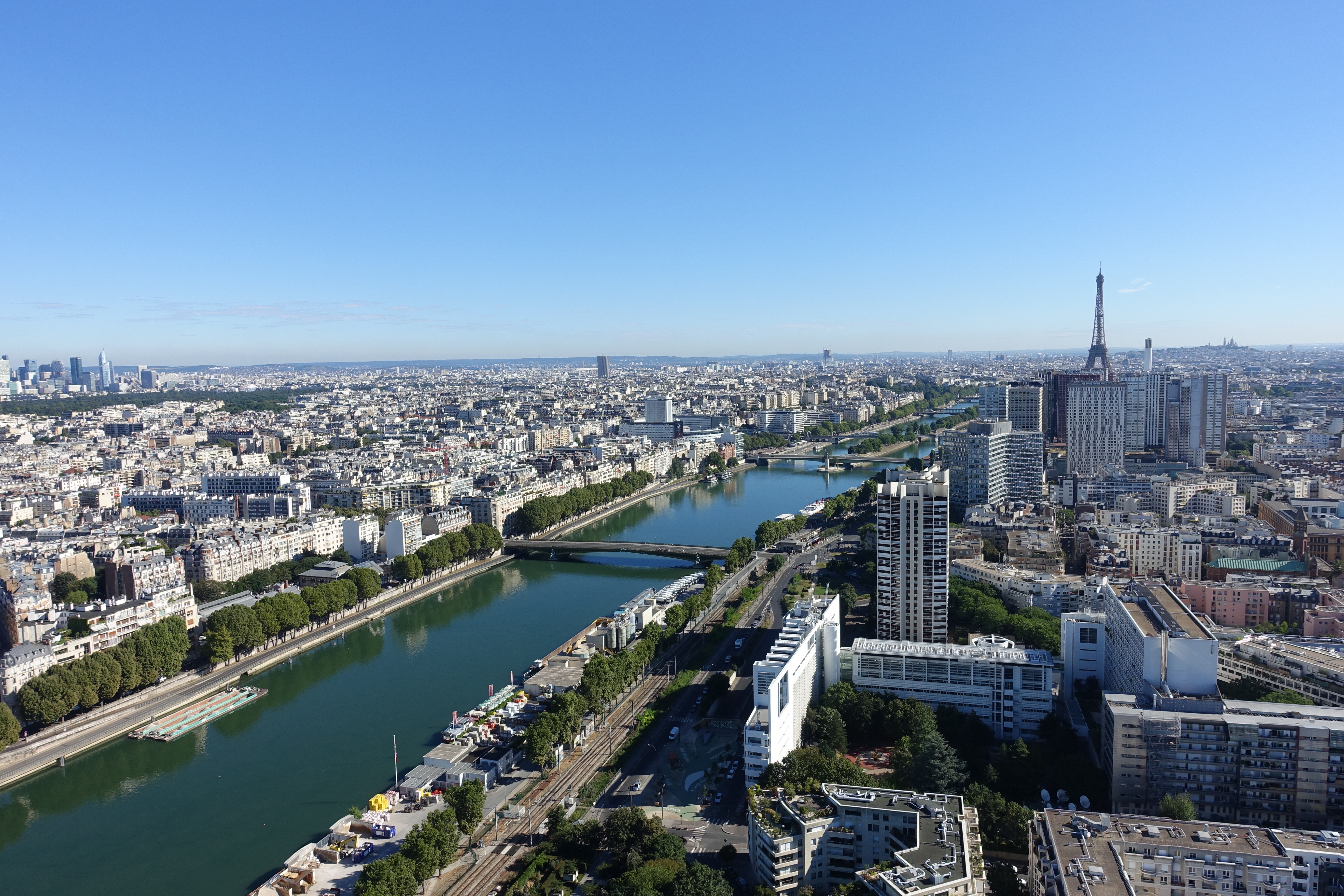
Imagem aérea do rio Sena em Paris

O Sena corta a cidade formando um arco, entrando pelo sudeste e saindo pelo sudoeste. Mais de trinta pontes permitem a travessia do curso fluvial, que é igualmente atravessado por dois outros cursos d'água: o Bièvre, que vem do sul de Paris, hoje em dia inteiramente subterrâneo; e o canal Saint-Martin, inaugurado em 1825, com comprimento de 4,5 quilómetros. Este canal é parcialmente subterrâneo desde a rue du Faubourg-du-Temple até a Bastille e constitui a parte terminal do canal de l'Ourcq, de 108 quilómetros de comprimento, que entra na cidade pelo nordeste. O canal Saint-Martin alimenta a bacia de Villette, passa sob a Place de la Bastille antes de se juntar ao Sena num curso acima da île Saint-Louis, após o porto do Arsenal. Um canal dele se divide na bacia de Villette na direção de Saint-Denis, o canal Saint-Denis, de 4,5 quilómetros de comprimento, aberto em 1821. O canal Saint-Denis deságua no Sena rio abaixo, evitando cortar a cidade.

### Geologia
A Bacia parisiense forma um grande conjunto de estratos sedimentares sucessivos. É um dos primeiros lugares que serviram de objeto duma carta geológica, inspirando homens como Georges Cuvier que firmaram as bases de numerosas teorias em geologia tais como a paleontologia e a anatomia comparada. Constituída há 41 milhões de anos, trata-se uma bacia marinha epicontinental em repouso sobre um maciço datando do Paleozoico, nomeadamente, o Maciço de Vosges, o Maciço Central e o Maciço Armoricano. Com a formação dos Alpes, a bacia se deformou mas continuou aberta para o Canal da Mancha e para o Oceano Atlântico. Assim se prefiguraram as futuras bacias fluviais do Loire e do Sena. Ao final do Oligoceno, a bacia parisiense se torna continental.

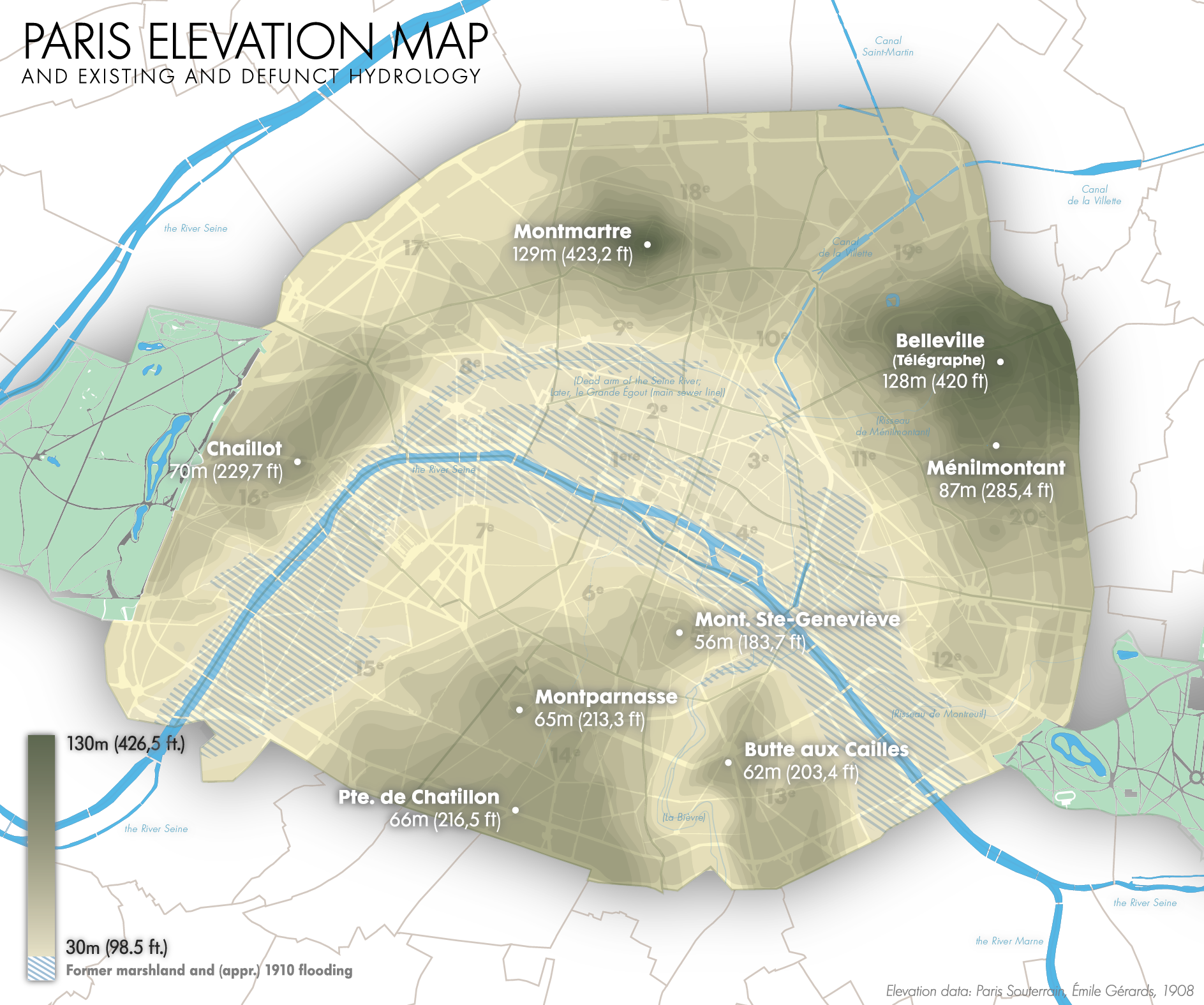
Mapa topográfico e hidrográfico de Paris

Em 1911, Paul Lemoine mostra que a bacia é composta de estratos dispostos em depressões concêntricas. Mais tarde, os estudos se aprofundaram na coleta de dados sísmicos; perfurações e poços permitiram desenhar cartas sísmicas precisas. Estes mesmos confirmam a disposição dos estratos em depressões concêntricas mas com objetos complexos, como as falhas. As formações do relevo parisiense se situam nos estratos do Mesozoico e do Paleogeno (era terciária) e foram elaboradas pela erosão. O primeiro estrato datando da era terciária é constituído de aluviões do Sena de época moderna. Os depósitos mais antigos são de areia e de argila datando do estágio do Ypresiano presentes no 16º arrondissement de Auteuil até Trocadéro. Mas o estágio mais conhecido é o Lutetiano, rico em gipsita e em calcário.
O subsolo parisiense se caracteriza pela presença de numerosas pedreiras de calcário, gipsita e pedra de mó. Algumas foram usadas como catacumbas e formam o ossário do conselho, do qual uma parte está aberta ao público. O calcário foi explorado até o século XIV sobre a margem esquerda, da Place d'Italie até Vaugirard. Hoje em dia, a sua extração está deslocada mais para o Oise, em Saint-Maximin por exemplo. A exploração da gipsita era muito ativa em Montmartre e em Bagneux. A hidrogeologia é muito influenciada pela urbanização. O Rio Bièvre, pequeno afluente do Sena que um dia modelou toda a margem esquerda, foi coberto no século XIX por razões higiênicas. Numerosos riachos subterrâneos estão presentes no subsolo parisiense, como os de Auteuil, os quais fornecem uma fonte de água subterrânea para a cidade. O riacho albienne é o mais conhecido da região e tem sido explorado por Paris desde 1841 pelos poços artesianos de Grenelle.

### Parques

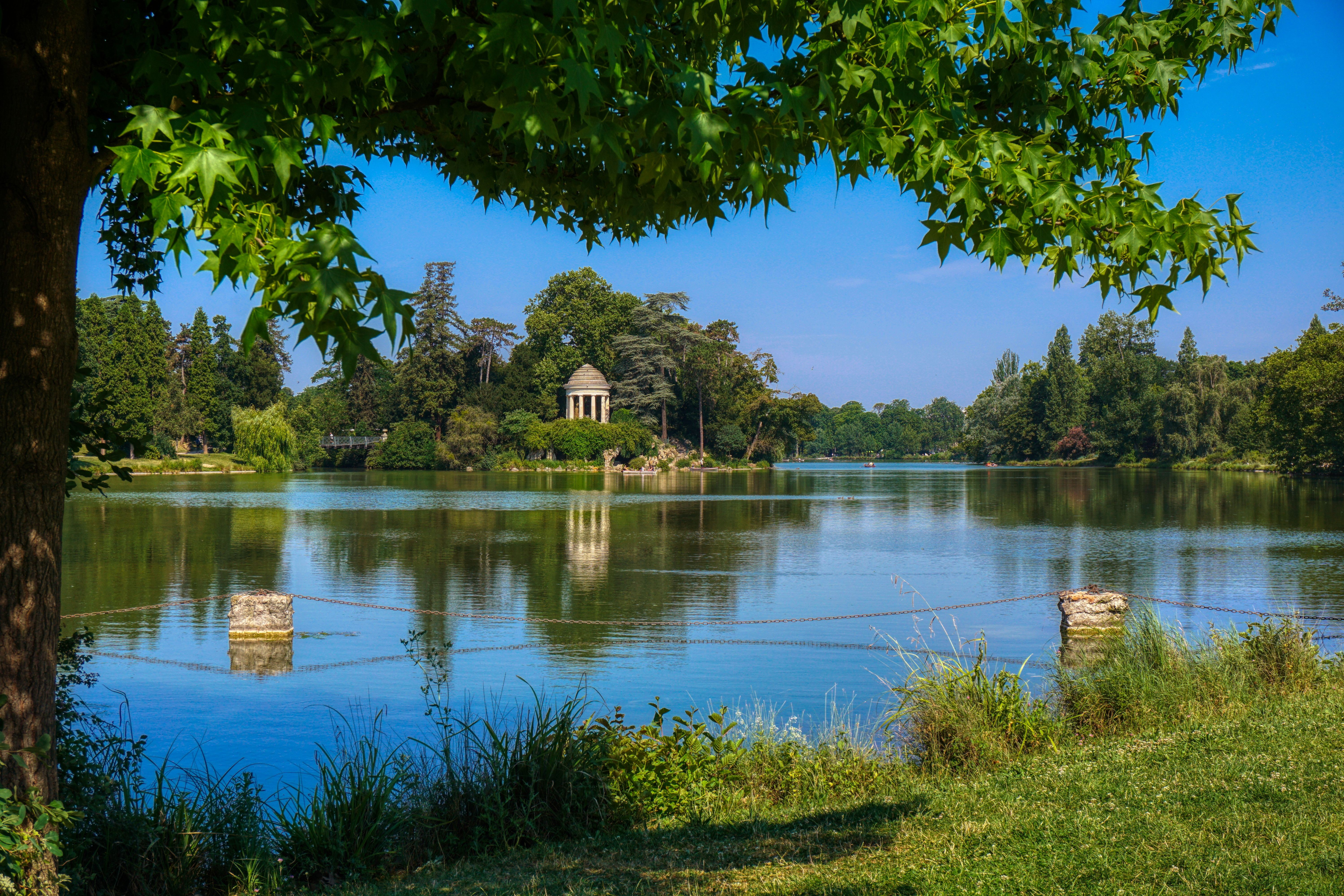
Bosque de Vincennes, o maior parque de Paris

Hoje, Paris possui mais de 421 parques e jardins municipais, cobrindo mais de três mil hectares e contendo mais de 250 mil árvores. Dois dos jardins mais antigos e famosos de Paris são o Jardim das Tulherias (criado em 1564 para o Palácio das Tulherias e refeito por André Le Nôtre entre 1664 e 1672) e o Jardim de Luxemburgo, para o Palácio de Luxemburgo, construído para Maria de Médici em 1612, que hoje abriga o Senado. O Jardin des plantes foi o primeiro jardim botânico de Paris, criado em 1626 pelo médico de Luís XIII, Guy de La Brosse, para o cultivo de plantas medicinais.
Entre 1853 e 1870, o imperador Napoleão III e o primeiro diretor de parques e jardins da cidade, Jean-Charles Alphand, criaram os Bois de Boulogne, Bois de Vincennes, Parc Montsouris e Parc des Buttes-Chaumont, localizados nos quatro pontos cardeais pela cidade, bem como muitos parques, praças e jardins menores nos bairros de Paris. Desde 1977, a cidade criou 166 novos parques, principalmente o Parc de la Villette (1987), Parc André Citroën (1992), Parc de Bercy (1997) e Parc Clichy-Batignolles (2007). Um dos mais novos parques, a Promenade des Berges de la Seine (2013), construída em uma antiga rodovia na margem esquerda do Sena, entre a Ponte de l'Alma e o Musée d'Orsay, possui jardins flutuantes e oferece vistas dos marcos da cidade. Corridas semanais ocorrem no Bois de Boulogne e no Parc Montsouris.

### Meio ambiente e clima
Como todas as grandes metrópoles do planeta, Paris sofre as consequências ambientais ligadas à escalada da sua população e da sua atividade económica. Paris é a capital de maior densidade populacional da Europa. Os espaços verdes são poucos e de baixa biodiversidade, apesar dos parques e jardins que tem sido criados no curso das duas últimas décadas a fim de paliar essa carência. A poluição atmosférica e a poluição sonora constituem problemas de saúde pública; por esse motivo, criaram-se redes de monitoramento de poluição. Para melhorar a qualidade do ar, a cidade decidiu proibir automóveis com matrícula anterior a outubro de 1997 de circular nos finais de semana.

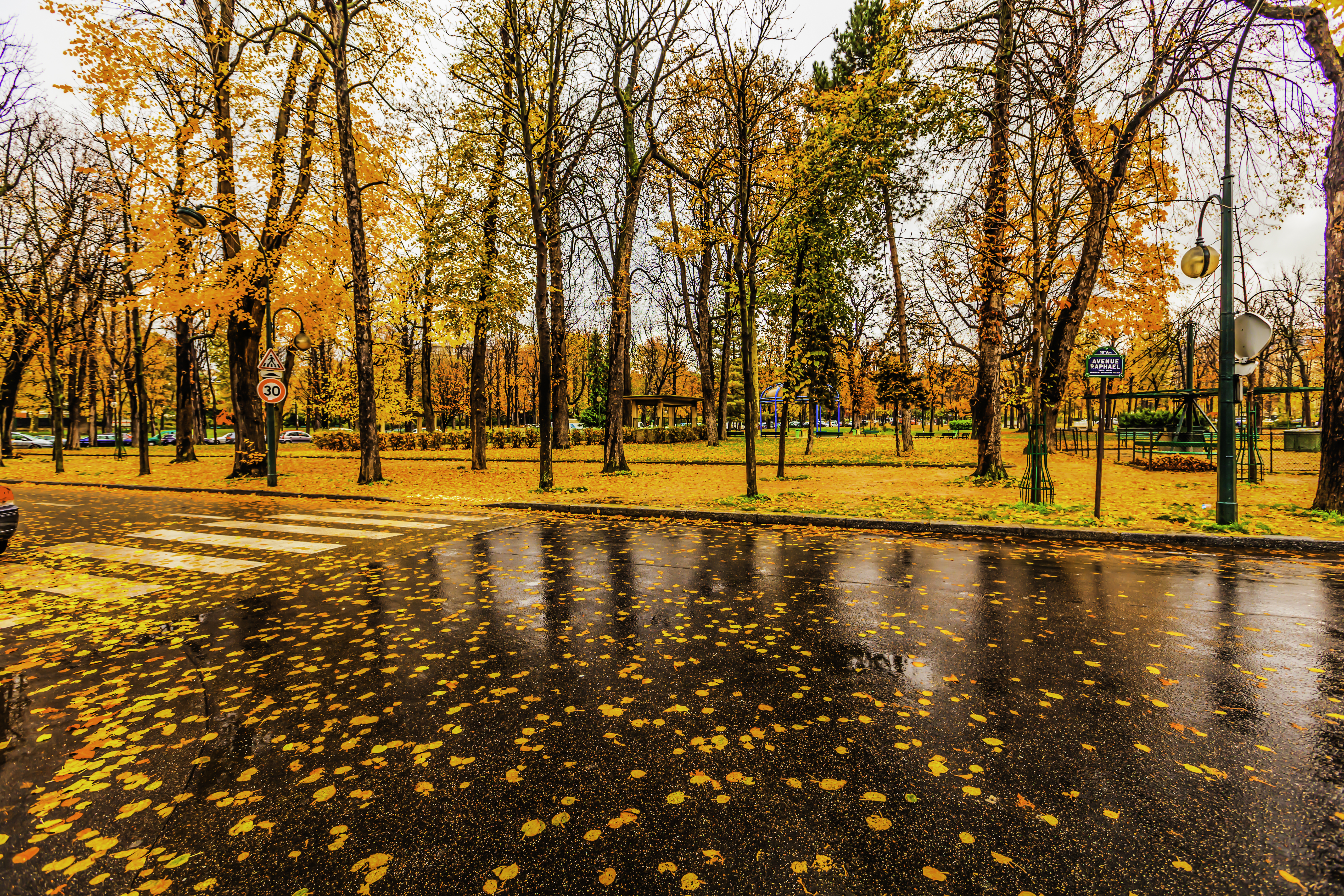
Outono na avenue Raphaël

Entrando no domínio das anedotas, Paris possui uma reputação pouco gloriosa em matéria de dejetos caninos. Esses dejetos são considerados como a causa primária da sujeira da cidade pelos habitantes. Um estudo do Institut d'aménagement et d'urbanisme (IAU) publicado em 2019 sublinha que os preços da habitação levam os modestos a abandonar Paris e a instalar-se em departamentos vizinhos, como Seine-Saint-Denis, o que tende a provocar uma "gentrificação" da capital e uma pauperização dos departamentos vizinhos.
Paris tem um clima de tipo oceânico de transição: a influência oceânica é preponderante sobre a influência continental e se traduz em verões relativamente frios (18 °C em média) e invernos amenos (6 °C em média). Há chuvas frequentes em todas as estações e um tempo difícil de prever, mas a influência continental faz com que as chuvas sejam bem mais fracas (641 milímetros) do que na costa, independentemente das temperaturas, seja no coração do inverno ou no mais estafante verão. O desenvolvimento urbano provoca uma alta da temperatura assim como uma baixa do número de dias encobertos. O recorde de temperatura mínima da história da cidade é de −23,9 °C em 10 de dezembro de 1879, enquanto a maior máxima chegou a 42,6 °C em 25 de julho de 2019.
| Dados climatológicos para Paris                                                                 | Dados climatológicos para Paris | Dados climatológicos para Paris | Dados climatológicos para Paris | Dados climatológicos para Paris | Dados climatológicos para Paris | Dados climatológicos para Paris | Dados climatológicos para Paris | Dados climatológicos para Paris | Dados climatológicos para Paris | Dados climatológicos para Paris | Dados climatológicos para Paris | Dados climatológicos para Paris | Dados climatológicos para Paris |
| Mês                                                                                             | Jan                             | Fev                             | Mar                             | Abr                             | Mai                             | Jun                             | Jul                             | Ago                             | Set                             | Out                             | Nov                             | Dez                             | Ano                             |
| ----------------------------------------------------------------------------------------------- | ------------------------------- | ------------------------------- | ------------------------------- | ------------------------------- | ------------------------------- | ------------------------------- | ------------------------------- | ------------------------------- | ------------------------------- | ------------------------------- | ------------------------------- | ------------------------------- | ------------------------------- |
| Temperatura máxima recorde (°C)                                                                 | 16,1                            | 21,4                            | 26                              | 30,2                            | 34,8                            | 37,6                            | 42,6                            | 39,5                            | 36,2                            | 28,9                            | 21,6                            | 17,1                            | 42,6                            |
| Temperatura máxima média (°C)                                                                   | 7,6                             | 8,8                             | 12,8                            | 16,6                            | 20,2                            | 23,4                            | 25,7                            | 25,6                            | 21,5                            | 16,5                            | 11,1                            | 8                               | 16,5                            |
| Temperatura média compensada (°C)                                                               | 5,4                             | 6                               | 9,2                             | 12,2                            | 15,6                            | 18,8                            | 20,9                            | 20,8                            | 17,2                            | 13,2                            | 8,7                             | 5,9                             | 12,8                            |
| Temperatura mínima média (°C)                                                                   | 3,2                             | 3,3                             | 5,6                             | 7,9                             | 11,1                            | 14,2                            | 16,2                            | 16                              | 13                              | 9,9                             | 6,2                             | 3,8                             | 9,2                             |
| Temperatura mínima recorde (°C)                                                                 | −14,6                           | −14,7                           | −9,1                            | −3,5                            | −0,1                            | 3,1                             | 6                               | 6,3                             | 1,8                             | −3,1                            | −14                             | −23,9                           | −23,9                           |
| Precipitação (mm)                                                                               | 47,6                            | 41,8                            | 45,2                            | 45,8                            | 69                              | 51,3                            | 59,4                            | 58                              | 44,7                            | 55,2                            | 54,3                            | 62                              | 634,3                           |
| Dias com precipitação                                                                           | 9,9                             | 9,1                             | 9,5                             | 8,6                             | 9,2                             | 8,3                             | 7,4                             | 8,1                             | 7,5                             | 9,5                             | 10,4                            | 11,4                            | 108,9                           |
| Insolação (h)                                                                                   | 59                              | 83,7                            | 134,9                           | 177,3                           | 201                             | 203,5                           | 222,4                           | 215,3                           | 174,7                           | 118,6                           | 69,8                            | 56,9                            | 1 717                           |
| Fonte: Météo-France (normal climatológica de 1991-2020; recordes de temperatura: 1872-presente) |                                 |                                 |                                 |                                 |                                 |                                 |                                 |                                 |                                 |                                 |                                 |                                 |                                 |

## Demografia

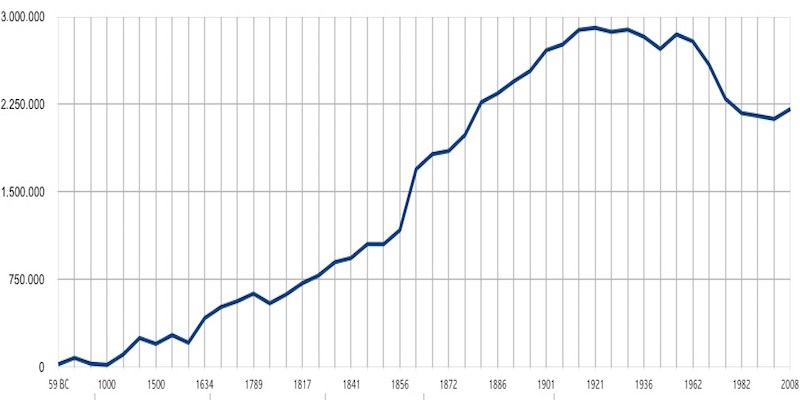
Crescimento populacional de Paris

Mapa da densidade populacional dos arrondissements (distritos) parisienses em janeiro de 2017. Quanto mais escuro, mais habitantes por km² a área possui

A estimativa oficial da população da cidade de Paris era de 2 206 488 habitantes em 1 de janeiro de 2019, de acordo com o INSEE, o órgão oficial de estatística do país. O resultado é um declínio de 59 648 em relação a 2015. Em 2017, Paris era a cidade mais densamente habitada da Europa, com 20 909 habitantes por quilômetro quadrado. A queda populacional foi atribuída em parte a uma menor taxa de natalidade, à saída de moradores de classe média e à possível perda de moradias na cidade por conta dos aluguéis destinados ao turismo.
Paris é o quarto maior município da União Europeia, depois de Berlim, Madri e Roma. O Eurostat, a agência de estatísticas da UE, põem Paris (com 6,5 milhões de pessoas) em segundo lugar, atrás de Londres (8 milhões) e à frente de Berlim (3,5 milhões), segundo projeções de 2012.
A população atual de Paris é inferior ao seu pico histórico de 2,9 milhões em 1921. As principais razões foram um declínio significativo no tamanho das famílias e uma migração dramática de moradores para os subúrbios entre 1962 e 1975. Os fatores para a migração incluíram desindustrialização, aluguéis caros, a gentrificação de muitos bairros, a transformação do espaço em escritórios e uma maior riqueza entre as famílias trabalhadoras. A perda populacional cessou temporariamente no início do século XXI; a estimativa de julho de 2004 mostrou um aumento populacional pela primeira vez desde 1954, e a população atingiu 2 234 000 em 2009, antes de novamente diminuir um pouco em 2017.
Paris é o centro de uma área construída que se estende muito além de seus limites: comumente chamada de aglomeração parisiense e estatisticamente como uma unidade urbana, a população da aglomeração parisiense em 2019, de 10 960 000, a tornou a maior área urbana da União Europeia. Em 2015, a Área Metropolitana de Paris possuía 12 532 901 habitantes, o que representava um quinto da população da França.

### Desigualdade social
A alta contínua dos preços imobiliários explica a substituição progressiva das populações modestas ou intermediárias por uma nova classe mais abastada. Constata-se tal processo de gentrificação em numerosas outras metrópoles como Londres ou Nova Iorque. Em Paris, essa evolução vulgarizou o termo bobos (a partir de burguês-boêmio, termo ambíguo porém muito usado ao qual os sociólogos raramente fazem referência) antes de provocar uma mutação social de bairros ainda recentemente considerados como populares, tais como o 10º arrondissement ou certas comunas suburbanas próximas (e.g., Montreuil em Seine-Saint-Denis). Paris é a 12ª cidade francesa de mais de 20 mil habitantes em proporção de pessoas submetidas ao imposto solidário sobre a fortuna (ISF, um imposto sobre fortunas superiores a 790 mil euros), isto é, há 34,5 famílias contribuintes fiscais para cada 1 000 habitantes. 73 362 contribuintes declaravam um patrimônio médio de 1 961 667 euros em 2006. O 16º arrondissement encabeça a lista em número de contribuintes, somando 17 356 contribuintes.
Mas se Paris tem uma imagem de "cidades dos ricos", com uma proporção de classes sociais elevadas do que alhures, a sociologia do intramuros permanece uma realidade de contrastes. Deve-se primeiro ressaltar que, segundo o índice de paridade de poder de compra (PPC), as receitas reais dos parisienses são muito inferiores às suas receitas nominais: de facto, o custo de vida no intramuros (a começar pelo de moradia) é particularmente elevado, e os mesmos produtos custam geralmente mais caro em Paris que no interior. Além disso, as estatísticas de receitas médias frequentemente iludem o observador (como o ressaltou Joseph Stiglitz) pois qualquer receita muito alta (em jargão estatístico, outlier) pode aumentar exponencialmente a receita média da maioria da população. No caso parisiense, o limiar dos 10% de receitas mais altas (o 9º decil) explica em grande parte o alto nível de "receitas médias" da capital: a receita média desse limiar é de 50 961 euros anuais. É por essa mesma razão que a receita mensal mediana dos parisienses é muito inferior à receita média.
As diferenças sociais são tradicionalmente marcadas entre os habitantes do oeste de Paris (essencialmente abastados) e os do leste. Assim, a receita média declarada no 7º arrondissement, a mais elevada, era de 31 521 euros por contribuinte em 2001, isto é, mais do dobro da do 19º arrondissement que não passa de 13 759 euros, valor próximo da mediana das receitas de Seine-Saint-Denis de 13 155 euros. Os 6º, 7º, 8º e 16º arrondissements são classificados ao nível das dez comunas de Île-de-France em receita média mais elevada, enquanto que os 10º, 18º, 19º e 20º arrondissements estão ao nível das comunas mais pobres de Île-de-France. Nota-se enfim fortíssimas disparidades de receita no seio mesmo de todos arrondissements: a razão inter-decil (os 10% das receitas mais elevadas sobre os 10% das receitas mais baixas) menos significante é de 6,7 no 12º arrondissement, contra 13,0 no 2º arrondissement (que apresenta a mais forte dispersão de receitas). Numa perspectiva ampliada, Paris se classifica entre os departamentos da França metropolitana onde as famílias mais pobres têm as menores receitas (81º lugar), e apresenta uma razão interdecil de 10,5 o que a torna o departamento francês com as maiores disparidades sociais.

### Religião

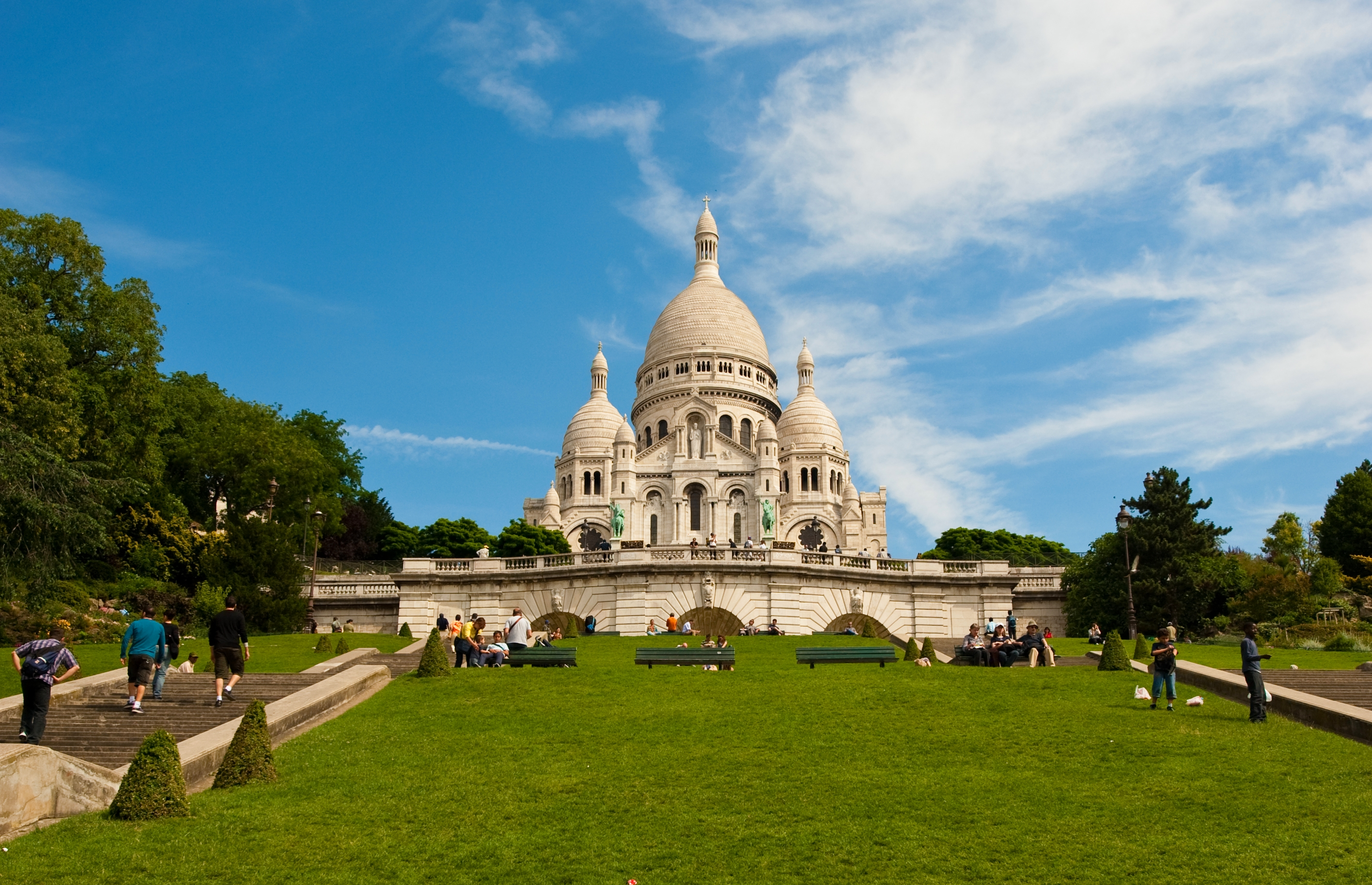
Basílica de Sacré Cœur

Os dados do censo francês não contêm informações sobre afiliação religiosa. De acordo com uma pesquisa realizada em 2011 pela IFOP, uma organização francesa de pesquisa de opinião pública, 61% dos residentes da região de Paris (Ilha de França) se identificaram como católicos romanos, apesar de 46% deles serem não praticantes. Na mesma pesquisa, 7% dos residentes se identificaram como muçulmanos, 4% como protestantes, 2% como judeus e 25% como sem religião. Segundo o INSEE, entre 4 e 5 milhões de residentes franceses nasceram ou tiveram pelo menos um dos pais nascidos em um país predominantemente muçulmano, principalmente na Argélia, no Marrocos e na Tunísia. Uma pesquisa do IFOP em 2008 relatou que, dos imigrantes desses países predominantemente muçulmanos, 25% iam à mesquita regularmente; 41% praticavam a religião e 34% eram não praticantes. Em 2012 e 2013, estimou-se que havia quase 500 mil muçulmanos na cidade de Paris, 1,5 milhão de muçulmanos na região da Ilha de França e 4 a 5 milhões de muçulmanos na França. A população judaica da região de Paris foi estimada em 2014 em 282 mil, a maior concentração de judeus no mundo fora de Israel e dos Estados Unidos.

### Imigração
De acordo com o censo francês de 2012, 586 163 moradores da cidade de Paris (26,2% do total), e 2 782 834 da região de Paris (Ilha de França) (23,4%), nasceram fora da região metropolitana da França. Haviam nascido na França Ultramarina 26 700 residentes da cidade e 210 159 da região, sendo mais de dois terços dos quais nas Antilhas francesas. Este grupo não é considerado imigrante pois possuem nacionalidade francesa.
Nasceram em países estrangeiros, mas obtiveram cidadania francesa ao nascer, 103 648 habitantes da cidade e 412 114 da região. Tal grupo abrange muitos cristãos e judeus no norte da África que se mudaram para a França e Paris após a independência dos países que nasceram. O grupo restante, de pessoas nascidas em países estrangeiros sem cidadania francesa ao nascer, são aquelas definidas como imigrantes pela lei francesa. Segundo o censo de 2012, 135 853 residentes da cidade de Paris eram imigrantes da Europa, 112 369 eram do Magrebe, 70 852 da África Subsaariana e Egito, 5 059 da Turquia, 91 297 da Ásia (fora da Turquia), 38 858 das Américas e 1 365 do Pacífico Sul.
Na região de Paris, 590 504 moradores eram imigrantes da Europa, 627 078 do Magrebe, 435 339 da África Subsaariana e Egito, 69 338 da Turquia, 322 330 da Ásia (fora da Turquia), 113 363 das Américas e 2 261 do Pacífico Sul. Em 2012, havia 8 810 cidadãos britânicos e 10 019 norte-americanos morando na cidade de Paris (Ville de Paris) e 20 466 britânicos e 16 408 norte-americanos morando em toda a região de Paris (Île-de-France).

### Habitação

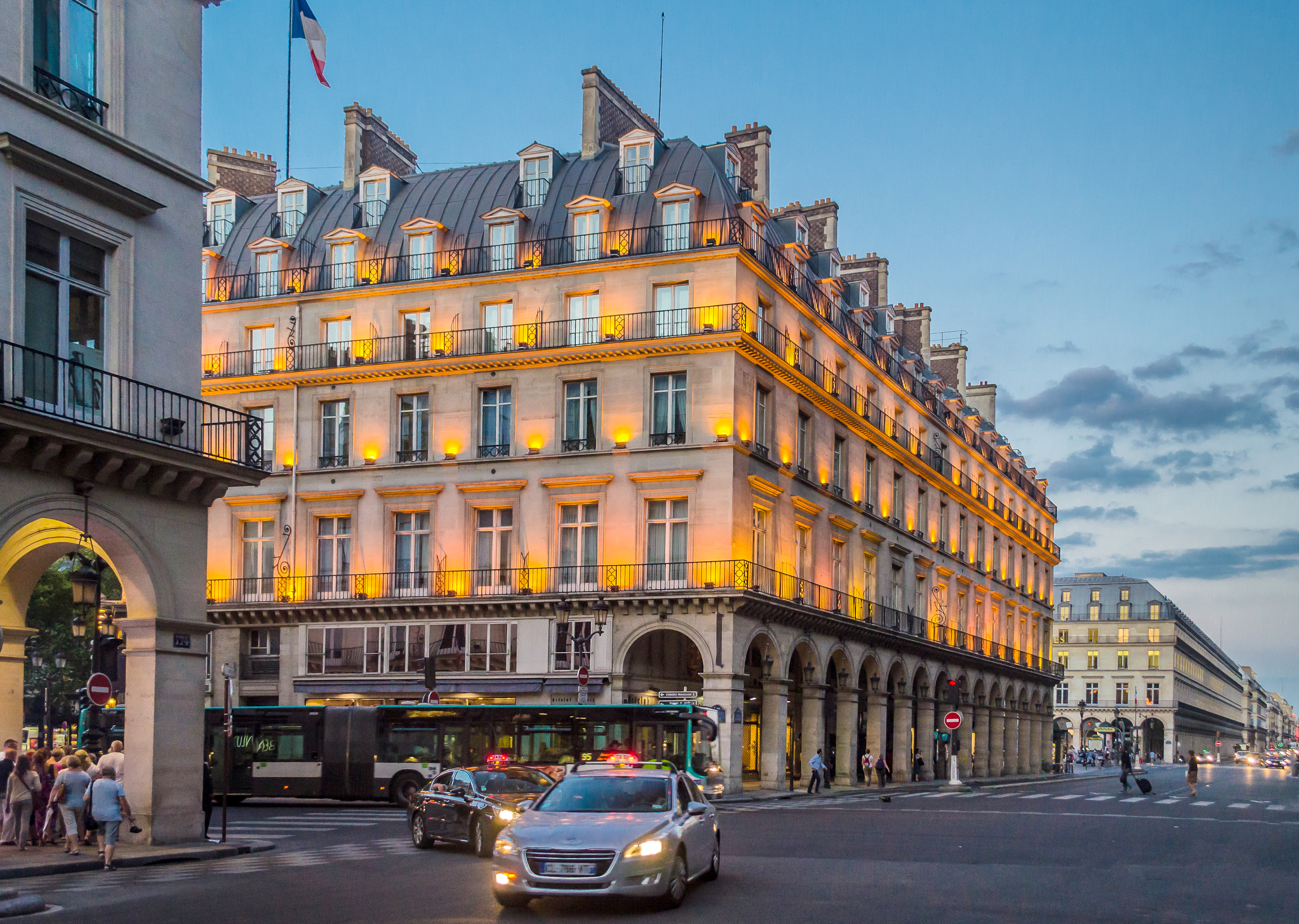
A Rue de Rivoli, em 2013

As ruas residenciais mais caras de Paris em 2018, em preço médio por metro quadrado, foram a Avenue Montaigne (no 8º arrondissement), ao preço de 22 372 euros por metro quadrado, a Place Dauphine (1º arrondissement; 20 373 euros) e a Rue de Furstemberg (6º arrondissement; 18 839 euros). O número total de residências na cidade em 2011 era de 1 356 074, acima do registrado em 2006, de 1 334 815. Destas, 1 165 541 (85,9%) eram residências "principais", 91 835 (6,8%) residências secundárias e 7,3% estavam vazias (abaixo dos 9,2% em 2006).
Em relação ao ano de construção, 62% das edificações datavam de 1949 ou antes disso, 20% foram construídos entre 1949 e 1974 e apenas 18% após essa data. Dois terços das 1,3 milhão de residências da cidade eram estúdios e apartamentos de dois quartos. Paris tinha uma média de 1,9 pessoas por residência, um número que permanece constante desde a década de 1980, mas é menor que a média de 2,33 pessoas por residência da Ilha de França. Ademais, a maior parte da população pagava aluguel.
Na noite de 8 a 9 de fevereiro de 2019, durante um período de clima frio, uma ONG de Paris realizou sua contagem anual de moradores de rua em toda a cidade. Ao todo, a organização contabilizou 3 641 pessoas mendigos, dos quais 12% eram mulheres. Mais da metade estava desabrigada há mais de um ano. Moravam nas ruas ou parques 2 871 pessoas, 298 nas estações de trem e metrô e 756 em outras formas de abrigo temporário. O número total representou um aumento de 588 pessoas desde 2018.

### Subúrbios

Mapa do projeto Grand Paris Express, que pretende conectar as cidades da Grande Paris através do sistema de metrô

Além da adição do Bois de Boulogne, do Bois de Vincennes e do heliporto de Paris no século XX, os limites administrativos de Paris permanecem inalterados desde 1860. Um departamento administrativo maior do Sena governava Paris e seus subúrbios desde a sua criação em 1790, mas a crescente população suburbana dificultou sua manutenção como entidade única. Tal problema foi "resolvido" quando o Distrito da região de Paris foi reorganizado em vários novos departamentos desde 1968: Paris tornou-se um departamento em si, e a administração de seus subúrbios foi dividida entre os três novos departamentos ao seu redor. O distrito da região de Paris foi renomeado para "Ilha de França" em 1977, mas esse nome abreviado de "região de Paris" ainda é comumente usado atualmente para descrever a Ilha de França e como uma vaga referência a toda a aglomeração de Paris. Em janeiro de 2016, os antigos esforços para unir Paris e seus subúrbios foram reforçados com a criação da Metrópole da Grande Paris.
A desconexão de Paris com seus subúrbios e sua falta de transporte suburbano tornaram-se bastante evidentes com o crescimento da aglomeração de Paris. Paul Delouvrier prometeu resolver o desacordo dos subúrbios de Paris quando se tornou chefe da região em 1961: dois de seus projetos mais ambiciosos para a região foram a construção de cinco "villes nouvelles" ("novas cidades") suburbanas e a rede de trens urbanos RER. Muitos outros distritos residenciais suburbanos (grandes conjuntos) foram construídos entre as décadas de 1960 e 1970 para fornecer uma solução de baixo custo a uma população em rápida expansão. A princípio tais distritos eram socialmente variados, mas poucos moradores possuíam suas casas (a economia crescente os tornou acessíveis à classe média somente a partir da década de 1970).
Ademais, a sociologia urbana da aglomeração de Paris é basicamente a mesma do século XIX: suas classes afortunadas estão situadas no oeste e sudoeste, e as classes média-baixa estão no norte e leste. As áreas restantes são em sua maioria ocupadas por habitantes da classe média, rodeados por "ilhas" populacionais de pessoas mais afortunadas que estão ali localizadas devido a motivos históricos, nomeadamente Saint-Maur-des-Fossés ao leste e Enghien-les-Bains ao norte de Paris.

## Administração

### Governo municipal

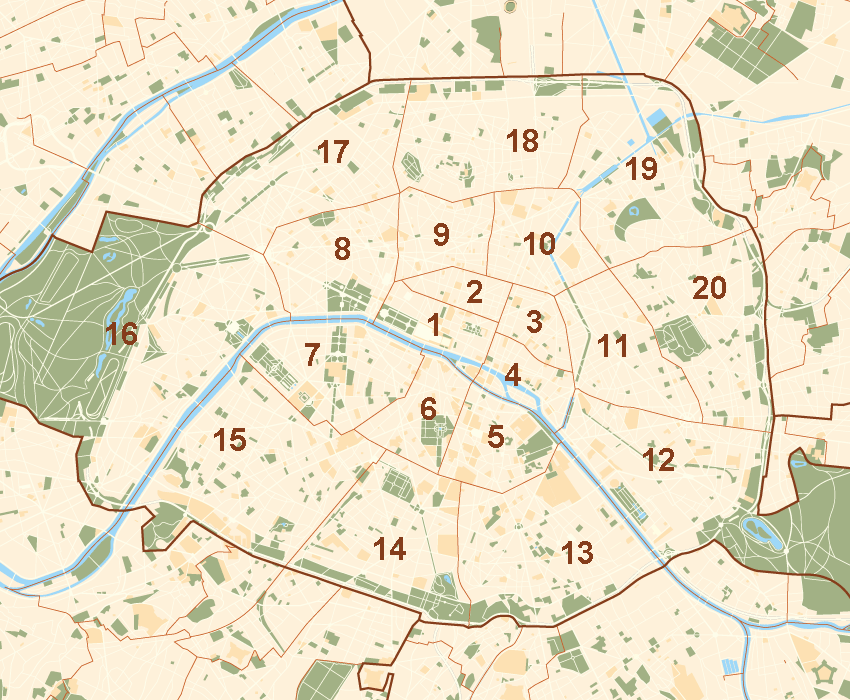
Mapa com os arrondissements de Paris

Durante quase toda a sua longa história, exceto por alguns breves períodos, Paris foi governada diretamente por representantes do rei, imperador ou presidente da França. A cidade não recebeu autonomia municipal pela Assembleia Nacional até 1974. Abolido em 1871, o cargo de prefeito foi restabelecido em 1977, com a eleição de Jacques Chirac. O prefeito de Paris é eleito indiretamente; os eleitores de cada um dos 20 arrondissements da cidade elegem membros para o Conselho de Paris (Conseil de Paris), que posteriormente elege o prefeito. A atual prefeita é Anne Hidalgo, do Partido Socialista, eleita em 5 de abril de 2014.
O Conselho de Paris é composto por 163 membros, com cada distrito alocando um número de assentos dependendo do tamanho de sua população, sendo um mínimo de 10 membros para cada um dos distritos menos populosos (1º a 9º) a 34 membros para os mais populosos (15º). Os conselheiros são eleitos usando a representação proporcional em lista fechada em um sistema de dois turnos. As listas de partidos que obtiverem maioria absoluta no primeiro turno - ou pelo menos uma pluralidade no segundo turno - ganham automaticamente metade dos assentos de um distrito.

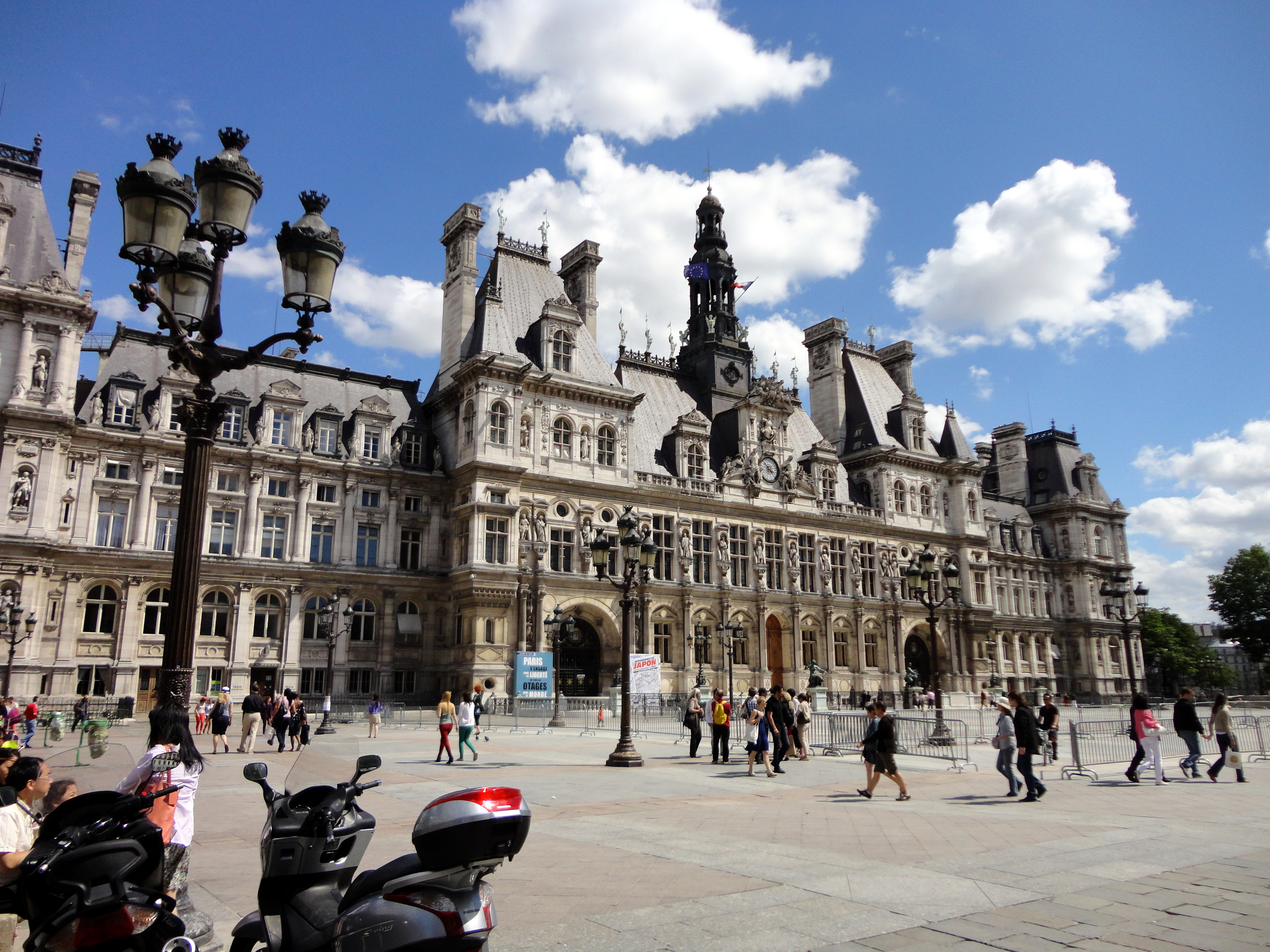
O Hôtel de Ville, ou prefeitura, está no mesmo local desde 1357

A metade restante dos assentos do Conselho é distribuída proporcionalmente a todas as listas que ganharam pelo menos 5% dos votos, usando o método das médias mais altas. Desta forma, há a garantia de que o partido ou coalizão vencedora sempre conquiste a maioria dos assentos, mesmo que não ganhe a maioria absoluta dos votos.
Cada um dos 20 arrondissements de Paris tem sua própria prefeitura e um conselho eleito diretamente (conseil d'arrondissement), que, por sua vez, elege um prefeito do arrondissements. O conselho de cada arrondissements é composto por membros do Conselho de Paris e também membros que servem apenas no conselho do arrondissements. O número de vice-prefeitos em cada arrondissements varia de acordo com sua população. Há um total de 20 prefeitos e 120 vice-prefeitos.
O orçamento da cidade para 2018 foi de 9,4 bilhões de euros, com um déficit de 5,7 bilhões de euros. Destes, 7,8 bilhões de euros foram destinados à administração da cidade (despesas operacionais) e 1,6 bilhões de euros para investimentos. O número de funcionários públicos municipais aumentou de 40 300 em 1990 para 52 mil em 2019; os gastos com pessoal em 2018 totalizaram 2,4 bilhões de euros.

### Metrópole da Grande Paris

Mapa da Metrópole da Grande Paris e suas 131 comunas na região de Île-de-France

A Metrópole da Grande Paris foi formalmente criada em 1 de janeiro de 2016. É uma estrutura administrativa de cooperação entre a cidade de Paris e seus subúrbios mais próximos. Além da cidade de Paris, abrange comunas dos três departamentos dos subúrbios (Altos do Sena, Seine-Saint-Denis e Vale do Marne), sete comunas nos subúrbios, incluindo Argenteuil em Val-d'Oise e Paray-Vieille-Poste em Essonne, que foram adicionados para incluir os principais aeroportos de Paris. A Metrópole cobre uma área de 814
 quilômetro quadrados (314 milha quadradas) e tem uma população de 6,945 milhões de pessoas.
A nova estrutura é administrada por um Conselho Metropolitano formado por 210 membros, não eleitos diretamente, mas escolhidos pelos conselhos das comunas. Suas competências básicas incluem planejamento urbano, habitação e proteção do meio ambiente. Embora a Metrópole tenha uma população de quase sete milhões de pessoas e represente 25% do PIB da França, possui um orçamento muito pequeno: apenas 65 milhões de euros.

### Governo nacional

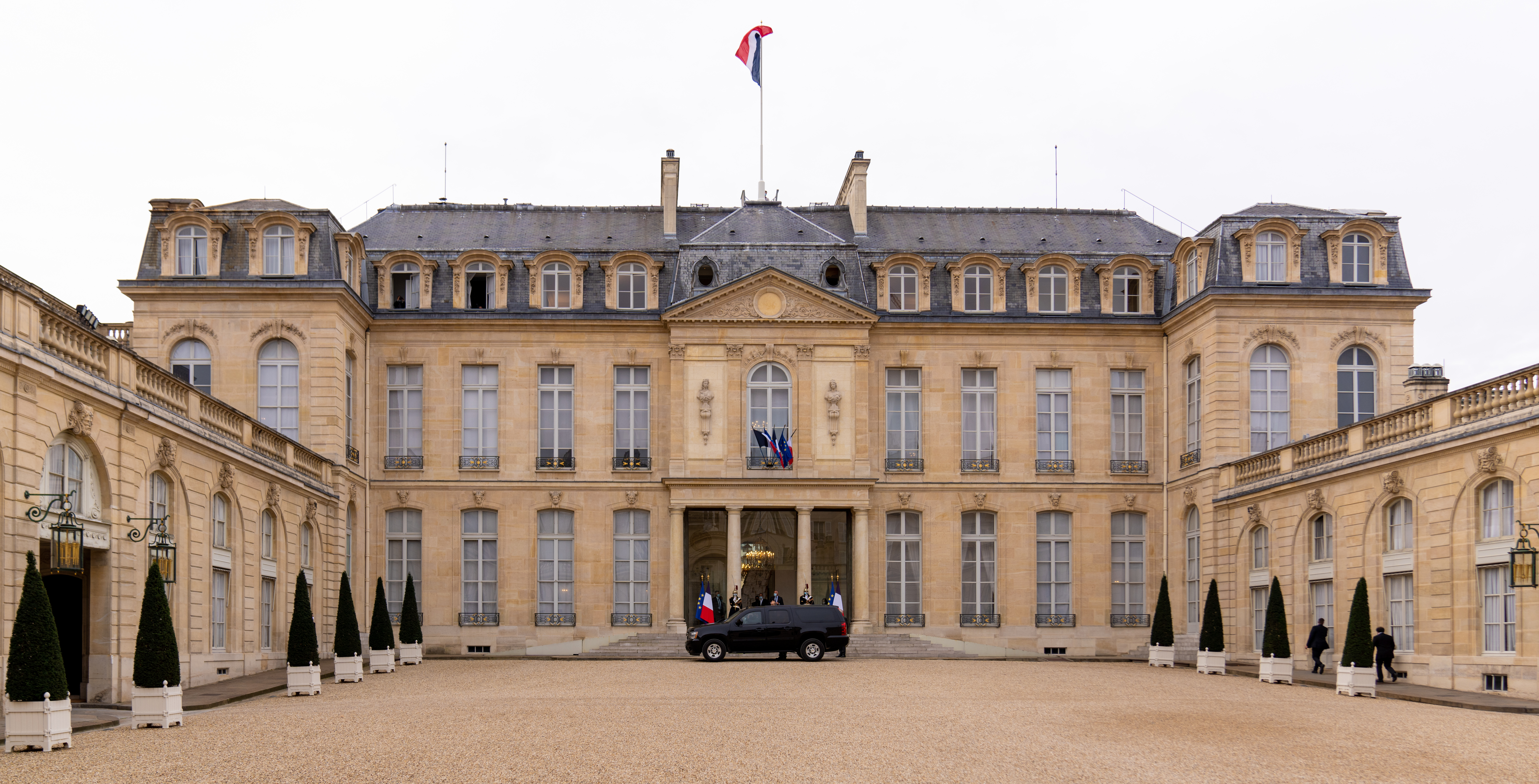
O Palácio do Eliseu, residência oficial do presidente da França

Como capital da França, Paris é a sede do governo nacional do país. Os chefes do Executivo possuem residências oficiais, que também são utilizadas como local de trabalho. O presidente da República Francesa reside no Palácio do Eliseu, localizado no 8.º arrondissement, enquanto o primeiro-ministro fica no Hôtel Matignon, no 7.º arrondissement. Os ministérios do governo estão localizados em várias partes da cidade; muitos estão localizados no 7º arrondissement, perto do Hôtel Matignon.
As duas casas do Parlamento francês estão localizadas na margem esquerda. A câmara alta, o Senado, reúne-se no Palácio do Luxemburgo, no 6º arrondissement, enquanto a câmara baixa mais importante, a Assembleia Nacional, tem sua sede no Palácio Bourbon, no 7º arrondissement. O presidente do Senado, o segundo cargo público mais elevado hierarquicamente (sendo o presidente da República o único superior), reside no "Petit Luxembourg", um palácio anexo menor do Palácio do Luxemburgo.

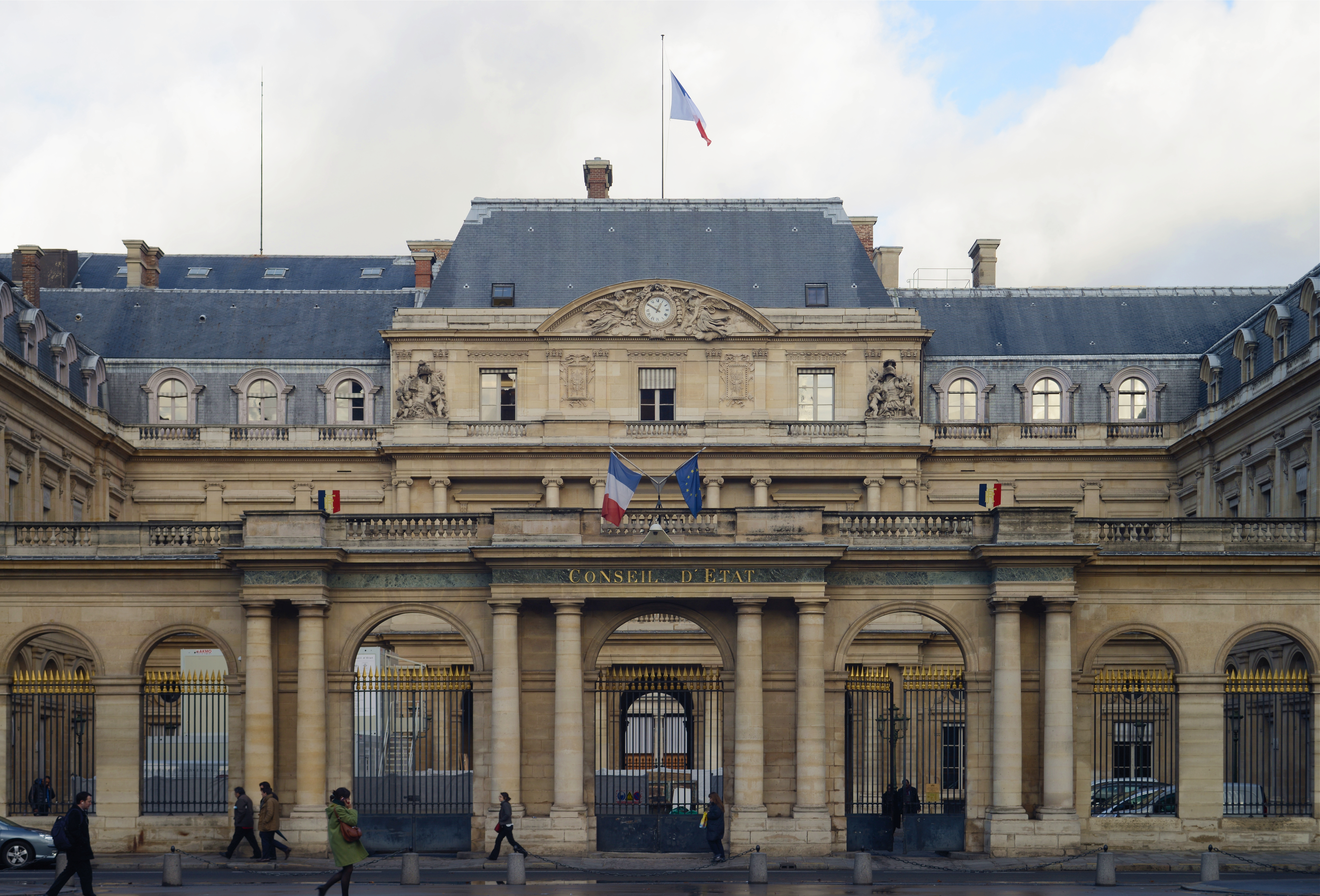
O Palais Royal, sede do Conseil d'État

Os tribunais de mais alta instância da França estão localizados em Paris. A Corte de Cassação, o tribunal superior nas matérias criminais e civis, está localizado no Palácio da Justiça, na Île de la Cité, enquanto o Conseil d'État, que presta assessoria jurídica ao executivo e atua como o mais alto tribunal da ordem administrativa, julgando litígios contra órgãos públicos, está localizado no Palais Royal, no 1º arrondissement. O Conselho Constitucional, um órgão consultivo com autoridade máxima sobre a constitucionalidade de leis e decretos governamentais, também se reúne na ala Montpensier do Palais Royal.
Paris e sua região ainda abrigam a sede de várias organizações internacionais, incluindo a Organização das Nações Unidas para a Educação, a Ciência e a Cultura (UNESCO), a Organização para a Cooperação e Desenvolvimento Econômico (OCDE), a Câmara de Comércio Internacional, a Agência Espacial Europeia, a Agência Internacional de Energia e o Bureau Internacional de Exposições.

### Força policial

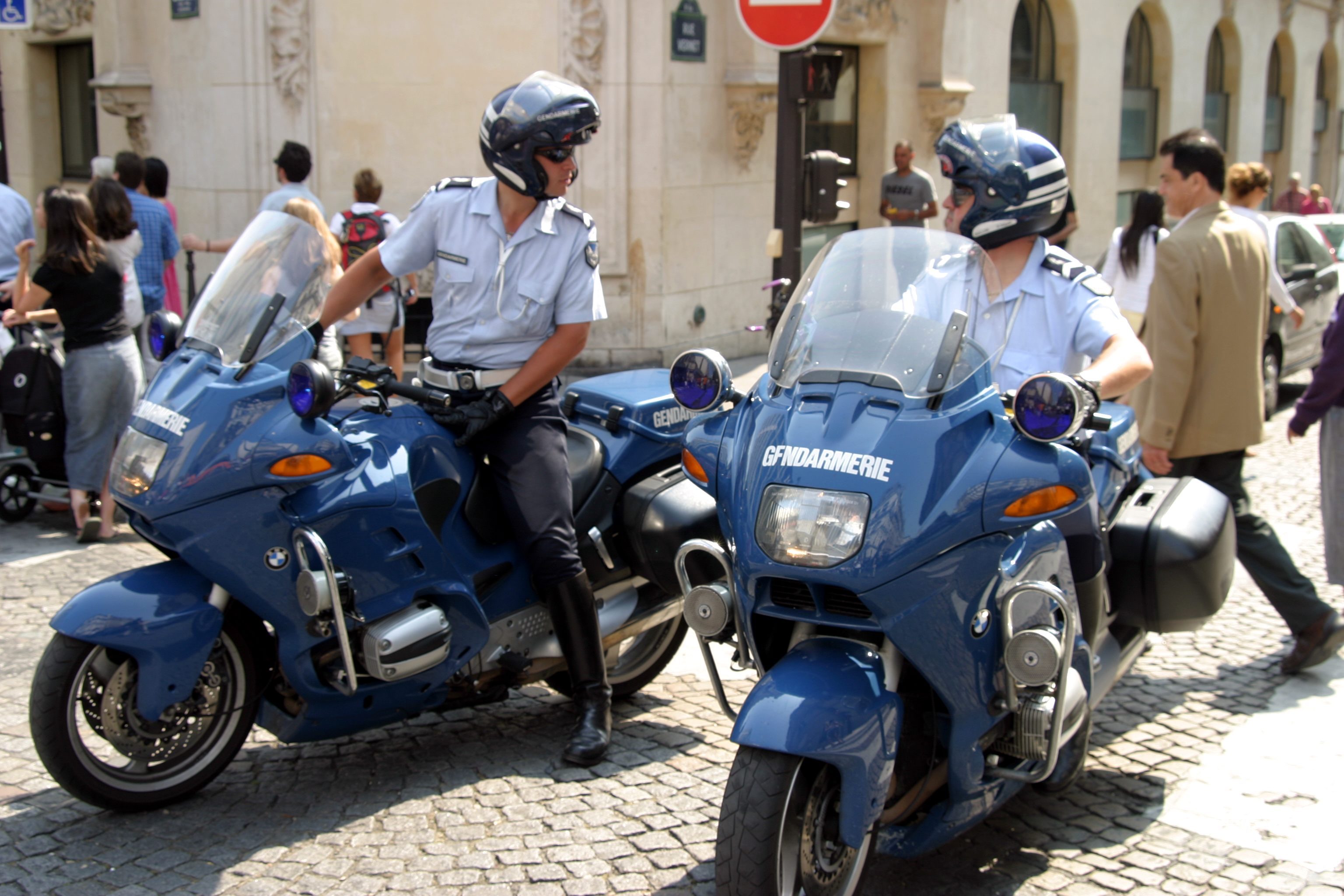
Policiais de Paris, em 2006

A segurança de Paris é principalmente de responsabilidade da Prefeitura de Polícia de Paris, uma subdivisão do Ministério do Interior. Tem como atribuições supervisionar as unidades da Polícia Nacional que patrulham a cidade e os três departamentos vizinhos. Também é responsável por fornecer serviços de emergência, incluindo o Corpo de Bombeiros de Paris.
A Prefeitura de Polícia da cidade conta com 34 mil policiais. A polícia nacional possui sua própria unidade especial para controle de distúrbios, multidões e segurança de prédios públicos, denominada Compagnies Républicaines de Sécurité (CRS), uma unidade formada em 1944 logo após a libertação da França. Ademais, a polícia é apoiada pela Gendarmaria Nacional, um ramo das Forças Armadas francesas, embora suas operações policiais agora sejam supervisionadas pelo Ministério do Interior.
De acordo com relatório da embaixada norte-americana na França, os índices de criminalidade em Paris são "semelhantes ao da maioria das grandes cidades" e "os crimes violentos são relativamente raros no centro da cidade." O relatório prosseguiu afirmando que a violência política é "relativamente incomum. Grandes manifestações em Paris são geralmente gerenciadas por uma forte presença policial, mas esses eventos podem se tornar perigosos e devem ser evitados".

### Relações exteriores
Paris tem uma cidade-gémea e cidades parceiras:
Cidade-irmã
- Roma, Itália, (1956)[192]

Cidades parceiras
- Argel, Argélia, (2003)
- Amã, Jordânia, (1987)
- Atenas, Grécia, (2000)
- Beirute, Líbano, (1992)
- Berlim, Alemanha, (1987)
- Buenos Aires, Argentina, (1999)
- Cairo, Egito, (1985)
- Casablanca, Marrocos (2004)
- Chicago, Estados Unidos, (1996)
- Copenhaga, Dinamarca, (2005)
- Erevan, Armênia, (1998)
- Genebra, Suíça, (2002)
- Jacarta, Indonésia, (1995)
- Quioto, Japão, (1958)
- Lisboa, Portugal, (1998)
- Londres, Reino Unido, (2001)
- Madrid, Espanha, (2000)
- Cidade do México, México, (1999)
- Montreal, Canadá, (2006)
- Moscou, Rússia, (1992)
- Pequim, China, (1997)
- Porto Alegre, Brasil, (2001)[192]
- Praga, República Checa, (1997)
- Quebec, Canadá, (2003)
- Rabat, Marrocos, (2004)
- Riade, Arábia Saudita, (1997)
- São Petersburgo, Rússia, (1997)
- Sana, Iêmen, (1987)
- São Francisco, Estados Unidos, (1996)
- Santiago, Chile, (1997)
- São Paulo, Brasil, (2004)
- Seul, Coreia do Sul, (1991)
- Sófia, Bulgária, (1998)
- Sydney, Austrália, (1998)
- Tbilisi, Geórgia, (1997)
- Tóquio, Japão, (1982)
- Tunes, Tunísia, (2004)
- Varsóvia, Polônia, (1999)
- Washington, DC, Estados Unidos, (2000)

Outro
- Whitwell, Rutland, Reino Unido afirma ser geminada com Paris.[193][194]

## Economia

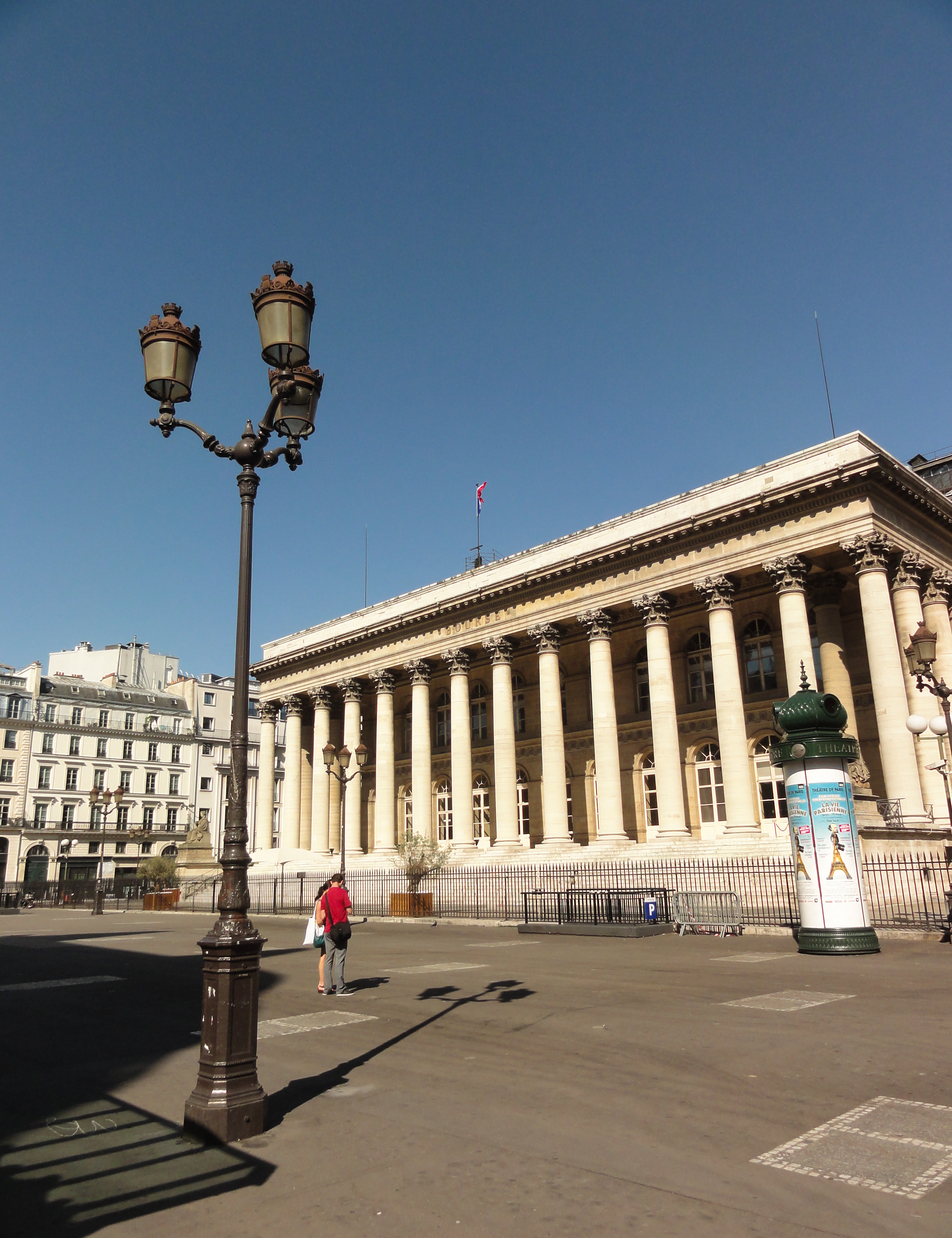
Sede da Euronext Paris

Paris, como o resto da Île-de-France mas de maneira ainda mais marcada, é mais rica e mais terceirizada que a média francesa. A aglomeração parisiense é todavia claramente menos especializada economicamente que outros grandes centros econômicos mundiais, notadamente Londres, sua grande rival na Europa, que é particularmente dinâmica no setor financeiro. Todavia, segundo Éric Le Boucher, a Île-de-France conhece um declínio econômico e perdas de emprego: "nenhuma região-capital do mundo perde tantos empregos como Paris, obscurecida por seu passado brilhante, mal-governada, fragmentada em seus egoísmos, anêmica, sem haver se inscrito resolutamente na competição mundial entre as metrópoles do século XXI.
Ao se tratar da rivalidade entre Paris e Londres, John Ross, conselheiro econômico do prefeito de Londres, estima em 2008 no The Economist que Paris perdeu há muito tempo a competição econômica com Londres: "Nós não nos consideramos como em competição com Paris, nós já ganhamos esse combate. Nós nos medimos contra Nova Iorque". Essa afirmação é testemunha da agudeza da rivalidade entre as grandes metrópoles mundiais e especialmente entre Londres e Paris, assim como das disputas de comunicação que rodeiam essa concorrência para atrair para atrair as perspectivas de investimentos associados. The Economist ajunta que Londres ultrapassa desde então Paris em quase todos os grandes indicadores econômicos. Todavia, Paris dispõe de um número maior de grupos do Fortune 500 que na cidade tem suas sedes, a Île-de-France se impõe como a primeira região europeia, à frente da Grande Londres, em número de empregos criados pelas implantações internacionais em 2007 e pôr fim a capital francesa emite a cada ano mais patentes que a capital inglesa e dispõe de uma maior proporção de pesquisadores na sua mão-de-obra. Neste momento, o PIB por paridade do poder de compra da aglomeração parisiense, estimada em 460 mil milhõesPE/bilhõesPB de dólares, é comparável, ou até mesmo superior ao de Londres.

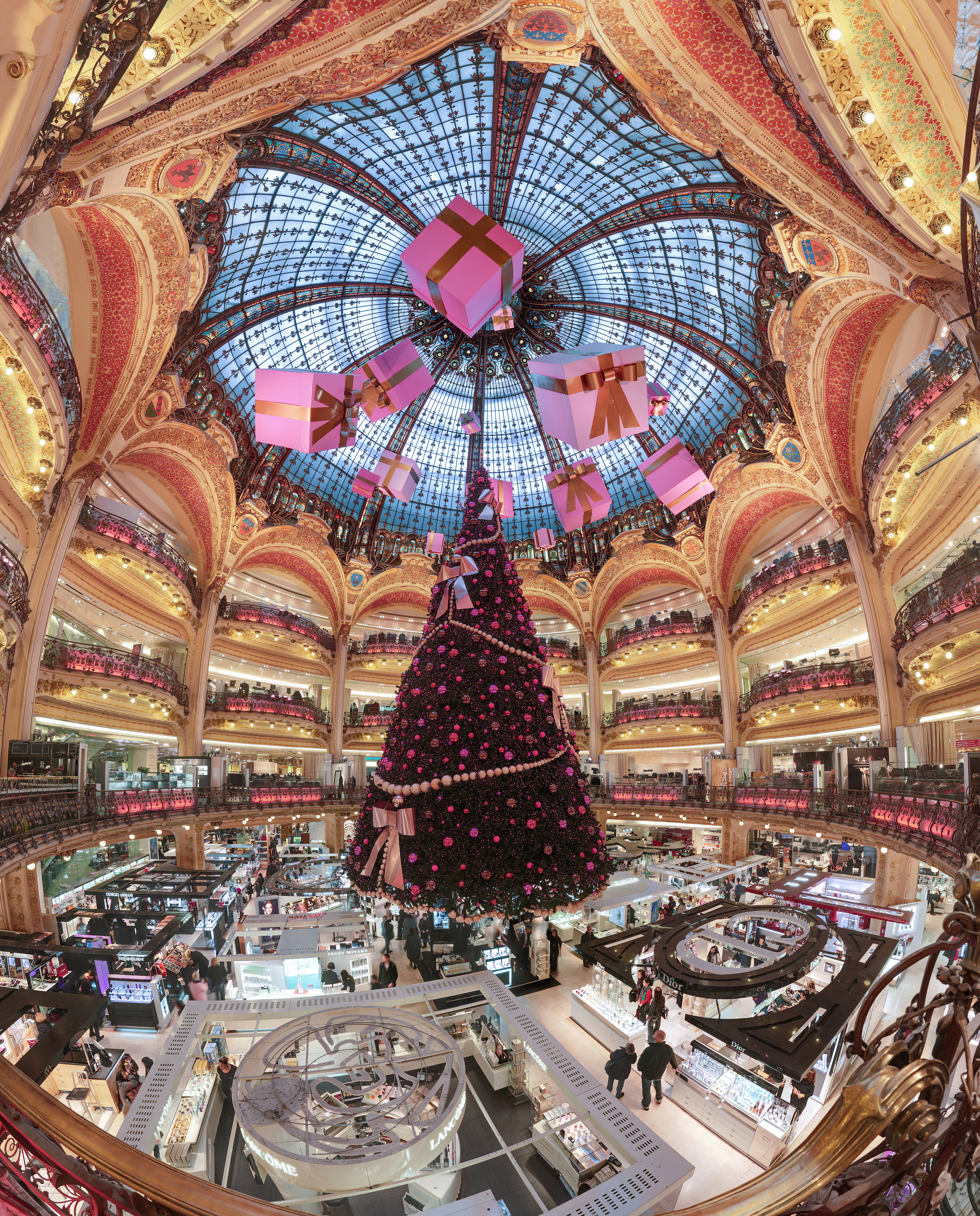
Loja de departamento Galeries Lafayette decorada para o natal

Paris continua sendo de longe o departamento que agrupa mais empregos na região com cerca de 1 650 600 em 2004, ou seja, 31% dos empregos privados da região, à frente de Hauts-de-Seine com 848 200 empregos (16%). Os salários parisienses (19 euros por hora por ano, em 2002) são ligeiramente superiores à média regional (18,2 euros) e largamente superiores à média nacional (13,1 euros). Entretanto, essa diferença se explica essencialmente pela forte sobre representação dos quadros gerenciais que constituem 25% dos assalariados. A cidade se caracteriza sobretudo por sua forte desigualdade social: os 10% dos assalariados mais bem pagos ganha quatro vezes mais que os 10% menos bem pagos, o que está um pouco acima da média regional (3,7), mas é bastante superior à disparidade constatada no resto da França (2,6). Semelhantemente, as desigualdades geográficas aparecem no próprio seio da cidade: o salário horário médio oferecido no 8° arrondissement (24,2 euros) é superior em 82% ao do 20° arrondissement (13,3 euros). Contrariamente, as disparidades salariais homem-mulher que ocupam idênticas posições profissionais não passa de 6% em Paris contra 10% no resto da França.
Em La Défense está a maior parte das sedes de grandes empresas e dos empregos de alto nível. Duas zonas são dignas de nota: o centro de Paris e o bairro de La Défense, nos subúrbios do oeste. O bairro de negócios no centro de Paris se estende sobre um perímetro bastante grande em torno da casa de ópera e da estação de Saint-Lazare. Este bairro conserva um papel importante mas os preços imobiliários dos seus escritórios são muito elevados e a área que pode ser ocupada é limitada pelas regras de urbanismo. Entre 1994 e 2005, o seu número de empregos privados claramente diminuiu em benefício dos subúrbios vizinhos no oeste principalmente La Défense.

### Turismo

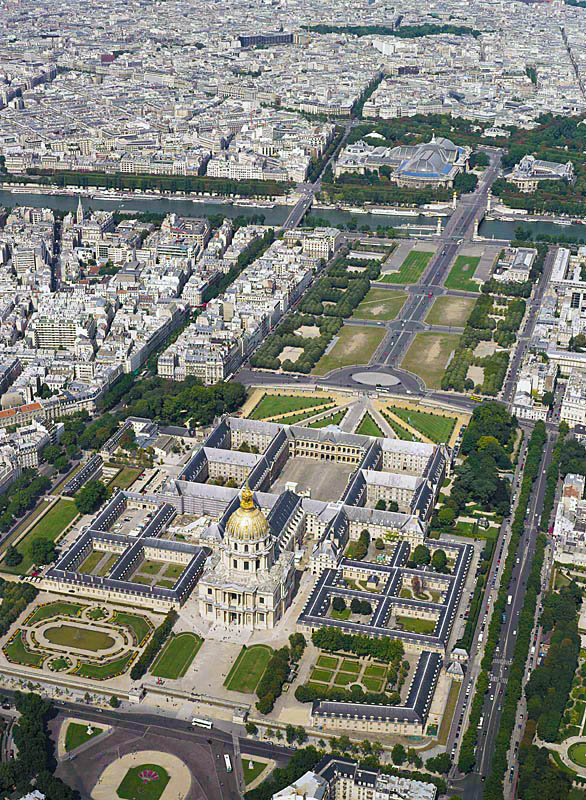
Fotografia aérea do Hôtel des Invalides e do rio Sena ao fundo

Em 2018, medido pelo Índice de Destino de Cidades Globais da MasterCard, Paris era o segundo destino aéreo mais movimentado do mundo, com 19,10 milhões de visitantes, atrás de Bangcoc (22,78 milhões), mas à frente de Londres (19,09 milhões). De acordo com a Convenção de Paris e o Bureau de Visitantes, 393 008 trabalhadores na Grande Paris, ou 12,4% da força de trabalho total, estão envolvidos em setores relacionados ao turismo, como hotéis, restauração, transporte e lazer.
A principal atração turística da cidade era a Catedral de Notre Dame, que recebeu cerca de 12 milhões de visitantes em 2018, mas agora está fechada para reforma após o incêndio de 15 de abril de 2019 e não se espera que seja reaberta por vários anos. O segundo foi a Basilique du Sacré-Coeur em Montmartre, com um número estimado de 11 milhões de visitantes, seguido pelo Museu do Louvre (10,1 milhões de visitantes); Centre Pompidou (3,5 milhões de visitantes); Museu d'Orsay (3,3 milhões); Museu Nacional de História Natural da França (2,4 milhões de visitantes); Capela de Nossa Senhora da Medalha Milagrosa (2 milhões de visitantes); Arco do Triunfo (1,7 milhão de visitantes) e Sainte-Chapelle (1,3 milhão de visitantes).
O centro de Paris contém os monumentos mais visitados da cidade, incluindo a Catedral de Notre Dame (agora fechada para restauração) e o Louvre, bem como a Sainte-Chapelle; Les Invalides, onde está localizado o túmulo de Napoleão, e a Torre Eiffel estão localizadas na margem esquerda, a sudoeste do centro. O Panthéon e as Catacumbas de Paris também estão localizados na margem esquerda do Sena. As margens do principal rio da cidade, da Pont de Sully a Pont d'Iéna, estão listadas como Patrimônio Mundial pela UNESCO desde 1991. Vários outros marcos muito visitados estão localizados nos subúrbios da cidade; a Basílica de Saint-Denis, em Seine-Saint-Denis, é o berço do estilo gótico da arquitetura e da necrópole real dos reis e rainhas franceses. A região de Paris abriga três outros locais do patrimônio da UNESCO: o Palácio de Versalhes, a oeste, o Palácio de Fontainebleau, ao sul, e o local de feiras medievais de Provins, a leste. Na região também está localizada a Disneyland Paris, em Marne-la-Vallée, a 32 quilômetros a leste do centro de Paris e que recebeu 9,8 milhões de visitantes em 2018.
Paris é famosa por seus grandes hotéis. O Hotel Meurice, aberto para viajantes britânicos em 1817, foi um dos primeiros hotéis de luxo em Paris. A chegada das ferrovias e a Exposição Universal de 1855 trouxeram a primeira inundação de turistas e os primeiros grandes hotéis modernos; o Hôtel du Louvre (agora um mercado de antiguidades) em 1855; o Grand Hotel (agora o InterContinental Paris Le Grand Hotel) em 1862; e o Hôtel Continental em 1878. O Hôtel Ritz na Place Vendôme foi inaugurado em 1898, seguido pelo Hôtel Crillon em um edifício do século XVIII na Place de la Concorde em 1909; o Hotel Bristol na Rue du Faubourg-Saint-Honoré em 1925; e o Hotel George V em 1928.

## Infraestrutura

### Educação

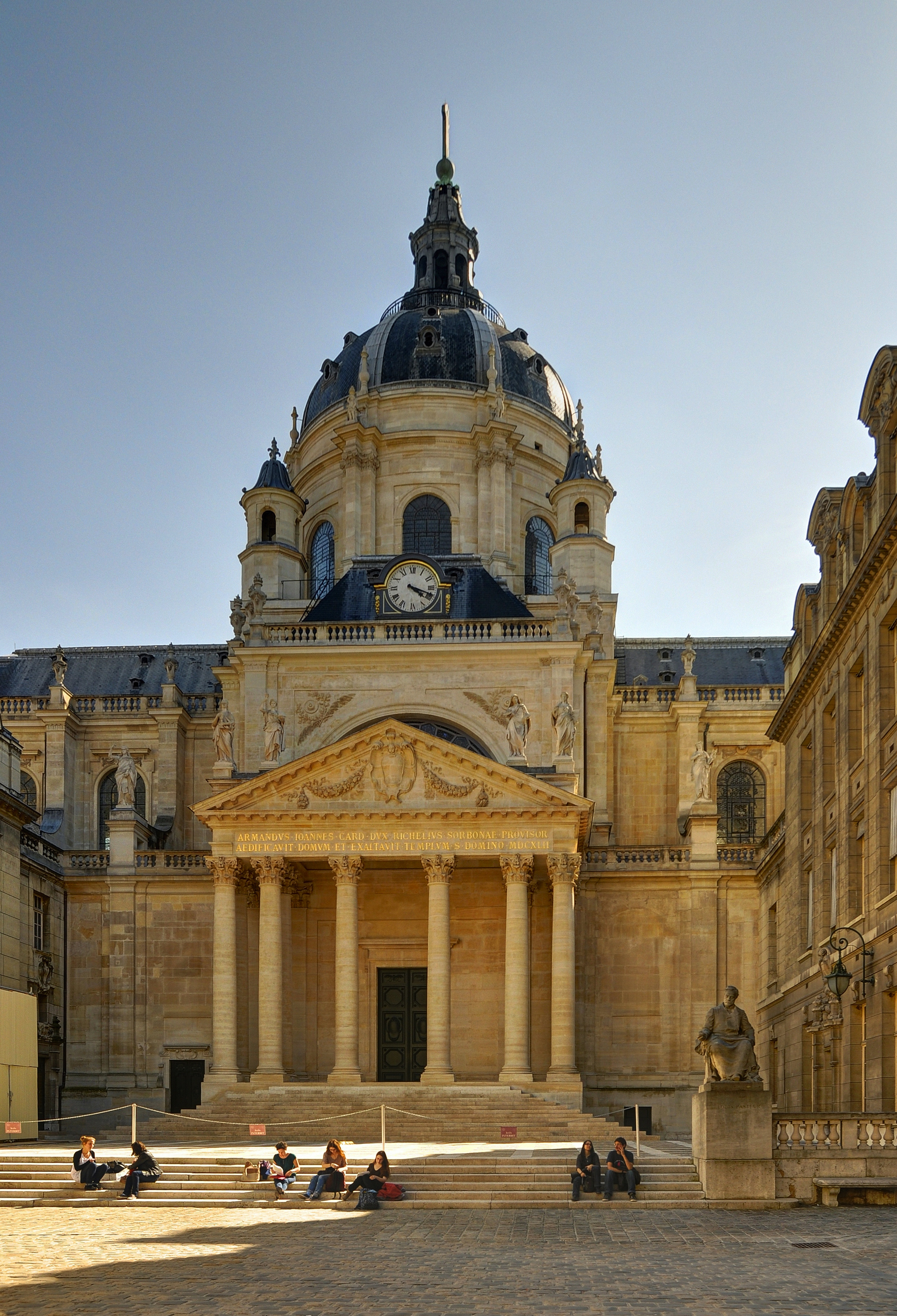
A capela da Sorbonne na Universidade de Paris

Paris é o departamento com a maior proporção de pessoas altamente educadas. Em 2009, cerca de 40% dos parisienses possuíam diploma de nível superior, a maior proporção na França, enquanto 13% não possuem diploma, a terceira menor porcentagem na França. A educação em Paris e na região de Île-de-France emprega aproximadamente 330 mil pessoas, 170 000 das quais são professores ensinando aproximadamente 2,9 milhões de crianças e estudantes em cerca de 9 mil escolas e instituições de ensino fundamental, médio e superior.
A Universidade de Paris, fundada no século XII, é frequentemente chamada de Sorbonne por causa de uma de suas faculdades medievais originais. Foi dividido em treze universidades autônomas em 1970, após as manifestações estudantis em 1968. Atualmente, muitos dos campi estão no Quartier Latin, onde a antiga universidade estava localizada, enquanto outros estão espalhados pela cidade e pelos subúrbios.
A região de Paris abriga a maior concentração francesa das grandes écoles - 55 centros especializados de ensino superior fora da estrutura da universidade pública. As prestigiadas universidades públicas são geralmente consideradas grandes instituições. A maioria das grandes écoles foi transferida para os subúrbios de Paris nas décadas de 1960 e 1970, em novos campi muito maiores que os antigos campi da movimentada cidade de Paris, embora a École Normale Supérieure tenha permanecido na rue d'Ulm no 5º arrondissement. Há um grande número de escolas de engenharia, lideradas pelo ParisTech que compreende várias faculdades, como a École Polytechnique, a École des Mines, a AgroParisTech, a Télécom Paris, a Arts et Métiers e a École des Ponts et Chaussées. Existem também muitas escolas de negócios, incluindo HEC, INSEAD, ESSEC e ESCP. A escola administrativa, como a Escola Nacional de Administração, foi transferida para Estrasburgo, a escola de ciências políticas Sciences-Po ainda está localizada no 7º arrondissement de Paris e a mais prestigiada universidade de economia e finanças, Paris-Dauphine, está localizada no 16º de Paris. O departamento CELSA da escola parisiense de jornalismo da Sorbonne Université está localizado em Neuilly-sur-Seine.
Nos anos 2010 e 2020 ocorreu a fusão de universidades. A Universidade Paris-Descartes e a Universidade Paris-Diderot tornaram-se a Universidade Paris Cité, a Universidade Paris-Sorbonne e a Universidade Pierre e Marie Curie tornaram-se a Universidade Sorbonne, e a Universidade Cergy-Pontoise tornou-se a Universidade CY Cergy Paris. A Universidade Paris Sciences et Lettres foi criada em 2010 a partir de 11 escolas e universidades constituintes. A Universidade Paris-Saclay foi fundada em 2019 a partir da Universidade Paris-Sul e da fusão de quatro grandes écoles técnicas, bem como de vários institutos tecnológicos, escolas de engenharia e centros de pesquisa. Em 2019, cinco grandes écoles de engenharia (École polytechnique, ENSTA, ENSAE, Télécom Paris e Telecom SudParis) agruparam-se no Institut Polytechnique de Paris.

### Saúde

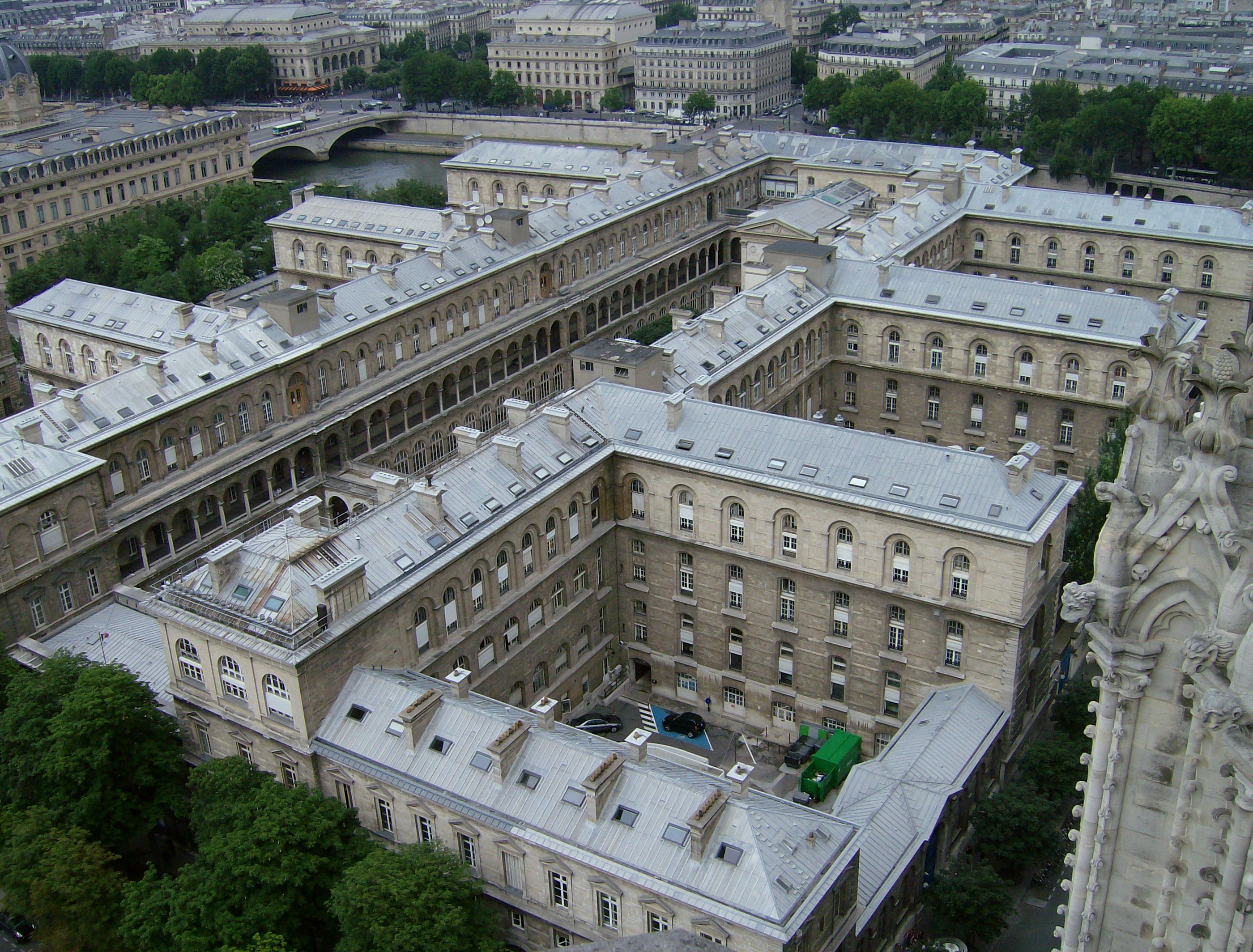
Hôtel-Dieu de Paris, o mais antigo hospital da cidade

Os serviços de saúde e serviços médicos de emergência na cidade de Paris e nos seus subúrbios são fornecidos pela Assistance Publique – Hôpitaux de Paris (AP-HP), um sistema público que emprega mais de 90 mil pessoas (incluindo profissionais, pessoal de apoio e administradores) em 44 hospitais. É o maior sistema hospitalar da Europa, fornecendo assistência médica, ensino, pesquisa, prevenção, educação e serviços médicos de emergência em 52 ramos da medicina. Os hospitais recebem mais de 5,8 milhões de visitas anuais de pacientes.
Um dos hospitais mais notáveis é o Hôtel-Dieu, fundado em 651, o hospital mais antigo da cidade, embora o edifício atual seja o produto de uma reconstrução de 1877. Outros hospitais incluem o Hospital Pitié-Salpêtrière (um dos maiores da Europa), o Instituto Curie, o Hôpital Lariboisière e o Hospital Americano de Paris.

### Eletricidade
A eletricidade é fornecida a Paris através de uma rede periférica alimentada por várias fontes. Até 2012, cerca de 50% da eletricidade gerada na Ilha de França vem de usinas de cogeração localizadas próximas aos limites externos da região; outras fontes de energia incluem a Usina Nuclear de Nogent (35%), incineração de lixo (9% - com usinas de cogeração, estas também fornecem a cidade no calor), gás metano (5%), hidráulica (1%), energia solar (0,1%) e uma quantidade insignificante de energia eólica (0,034 GWh). Um quarto do aquecimento urbano da cidade é proveniente de uma fábrica em Saint-Ouen-sur-Seine, queimando uma mistura 50/50 de carvão e 140 mil toneladas de pellet de madeira vindas dos Estados Unidos por ano.

### Mídia
Paris e seus subúrbios próximos abrigam inúmeros jornais, revistas e publicações, como Le Monde, Le Figaro, Libération, Le Nouvel Observateur, Le Canard enchaîné, La Croix, Pariscope, Le Parisien (em Saint-Ouen), Les Échos, Paris Match (Neuilly-sur-Seine), Réseaux & Télécoms, Reuters e L'Officiel des Spectacles. Os dois jornais de maior prestígio da França, Le Monde e Le Figaro, são as peças centrais da indústria editorial parisiense. A Agence France-Presse (AFP) é a agência de notícias mais antiga da França e uma das mais antigas do mundo, operando continuamente. A AFP, como é abreviada coloquialmente, mantém sua sede em Paris, como desde 1835. France 24 é um canal de notícias de televisão pertencente e operado pelo governo francês e está sediado em Paris. Outra agência de notícias é a France Diplomatie, de propriedade e operada pelo Ministério dos Negócios Estrangeiros, e refere-se apenas a notícias e ocorrências diplomáticas.
A rede mais vista em França, a TF1, fica nas proximidades de Boulogne-Billancourt. France 2, France 3, Canal+, France 5, M6 (Neuilly-sur-Seine), Arte, D8, W9, TFX, NRJ 12, La Chaîne parlementaire, France 4, BFM TV e Gulli são outras estações localizadas nos arredores da capital. A Radio France, emissora pública de rádio da França e seus diversos canais, está sediada no 16º arrondissement de Paris. A Rádio França Internacional, outra emissora pública também está sediada na cidade. Paris também possui a sede da La Poste, a transportadora postal nacional da França.

### Transportes
Paris é um importante centro de transporte ferroviário, rodoviário e aéreo. A Île-de-France Mobilités (IDFM), anteriormente o Syndicat des transports d'Île-de-France (STIF) e antes disso Syndicat des transports parisiens (STP), supervisiona a rede de trânsito na região. O sindicato coordena o transporte público e o contrata para o RATP (que opera 347 linhas de ônibus, o metrô, oito linhas de bondes e seções do RER), o SNCF (que opera trilhos suburbanos, uma linha de bondes e as demais seções do RER) e o consórcio Optile de operadores privados que gerenciam 1 176 linhas de ônibus.
Desde a inauguração de sua primeira linha em 1900, a rede do metrô de Paris cresceu e se tornou o sistema de transporte local mais usado da cidade; hoje, transporta cerca de 5,23 milhões de passageiros diariamente através de 16 linhas, 303 estações (385 paradas) e 220 km de trilhos. Sobreposta a isso está uma 'rede expressa regional', a RER, cujas cinco linhas (A, B, C, D e E), 257 paradas e 587 km de trilhos conectam Paris a partes mais distantes da cidade. Mais de 26,5 bilhões de euros serão investidos nos próximos 15 anos para estender a rede metrô aos subúrbios, com destaque para o projeto Grand Paris Express. Além disso, a região de Paris é servida por uma rede ferroviária de nove linhas de tramway. Atualmente, cinco novas linhas ferroviárias leves estão em vários estágios de desenvolvimento.
Paris é um importante centro de transporte aéreo internacional, com o quinto sistema aeroportuário mais movimentado do mundo. A cidade é servida por três aeroportos internacionais comerciais: Paris-Charles de Gaulle, Paris-Orly e Beauvais-Tillé. Juntos, esses três aeroportos registraram tráfego de 96,5 milhões de passageiros em 2014. Há também um aeroporto de aviação geral, Paris-Le Bourget, historicamente o aeroporto parisiense mais antigo e mais próximo do centro da cidade, que agora é usado apenas para voos comerciais particulares e shows aéreos. O aeroporto de Orly, localizado nos subúrbios do sul de Paris, substituiu o Le Bourget como o principal aeroporto de Paris entre as décadas de 1950 e 1980. O aeroporto Charles de Gaulle, localizado na periferia dos subúrbios ao norte de Paris, foi aberto ao tráfego comercial em 1974 e se tornou o aeroporto parisiense mais movimentado em 1993. Para o ano de 2017, foi o quinto aeroporto mais movimentado do mundo por tráfego internacional e é o centro da transportadora aérea francesa, a Air France.
A cidade também é o centro mais importante da rede de rodovias nacionais e é cercada por três rodovias orbitais: a Périphérique, que segue o caminho aproximado das fortificações do século XIX ao redor de Paris, a rodovia A86 nos subúrbios e, finalmente, a autoestrada Francilienne nos subúrbios. Paris possui uma extensa rede de estradas com mais de 2 mil quilômetros de autoestradas e rodovias.
A municipalidade promove uma política de transporte coletivo e de ciclismo. Assim, a cidade dispõe desde o fim dos anos 1990 de uma rede de ciclovias que aumenta constantemente. Pelo fim de 2006, há 371 quilômetros de vias alternativas em Paris, incluindo as faixas e pistas de ciclismo assim como os corredores de ônibus estendidos. Seguindo o exemplo de Rennes e Lyon, a Prefeitura de Paris lança em 15 de julho de 2007 um sistema de aluguel de bicicletas, batizado Vélib', a rede de compartilhamento de bicicletas mais densa da Europa, tendo 20 mil bicicletas pelo fim de 2007, 1 400 estações de aluguel em Paris, gerida por JCDecaux. A cidade conta além disso com 15 500 táxis lançados em 2007.

### Água e saneamento

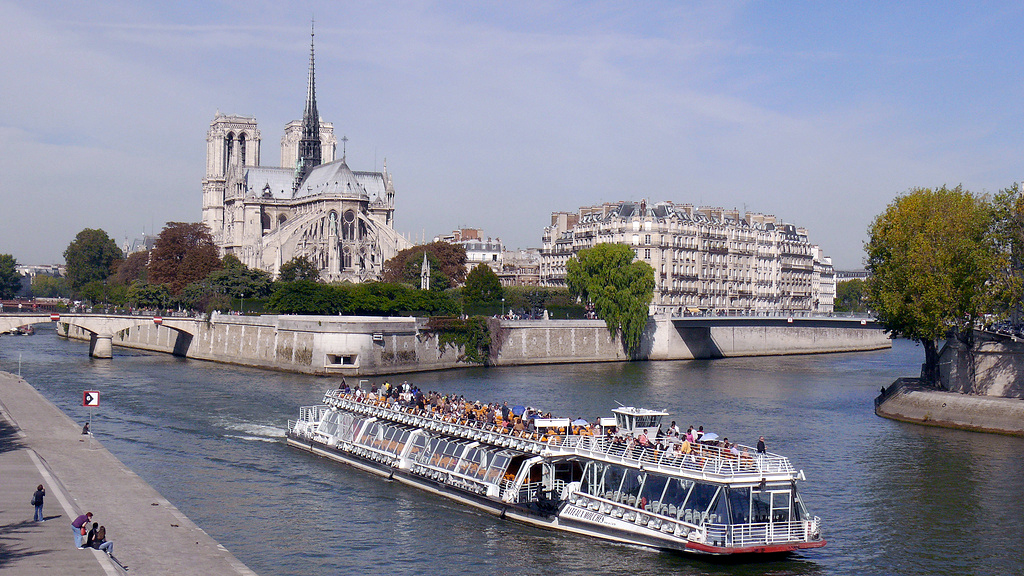
Vista do Sena, a Île de la Cité e um bateau-mouche

Paris em sua história inicial tinha apenas os rios Sena e Bièvre para o abastecimento de água. Desde 1809, o Canal de l'Ourcq forneceu a Paris água de rios menos poluídos para o nordeste da capital. Desde 1857, o engenheiro civil Eugène Belgrand, sob Napoleão III, supervisionou a construção de uma série de novos aquedutos que traziam água de locais por toda a cidade para vários reservatórios construídos no topo dos pontos mais altos da capital.
A partir de então, o novo sistema de reservatórios tornou-se a principal fonte de água potável de Paris, e os restos do antigo sistema, bombeados para níveis mais baixos dos mesmos reservatórios, passaram a ser usados para a limpeza das ruas de Paris. Este sistema ainda é uma parte importante da moderna rede de abastecimento de água de Paris. Atualmente, Paris tem mais de 2 400 km de passagens subterrâneas dedicadas à evacuação dos resíduos líquidos de Paris.

### Planejamento urbano

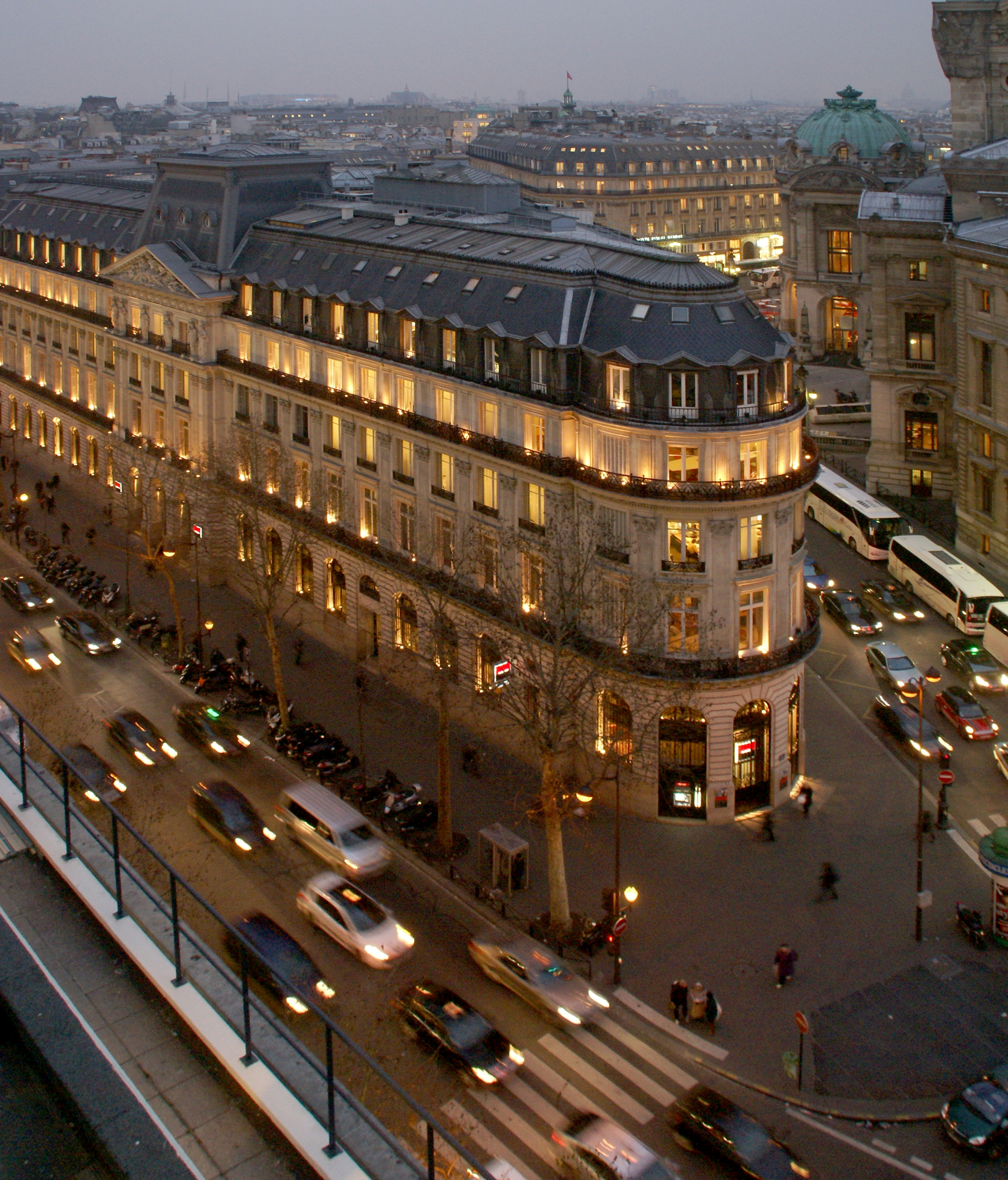
Vista do Boulevard Haussmann

A maioria dos governantes franceses desde a Idade Média fez questão de deixar sua marca em uma cidade que, ao contrário de muitas outras capitais do mundo, nunca foi destruída por uma catástrofe ou guerra. Ao modernizar sua infraestrutura ao longo dos séculos, Paris preservou até sua história mais antiga em seu mapa urbano.
A Paris moderna deve muito de seu plano do centro e harmonia arquitetônica a Napoleão III e seu prefeito do Sena, o Barão Haussmann, que entre 1853 e 1870 reconstruíram o centro da cidade, criaram as amplas avenidas e praças do centro da cidade onde as avenidas se cruzavam, impuseram fachadas padrão ao longo das avenidas, exigiram que as fachadas fossem construídas com a distinta "pedra de Paris" (que possuem a cor cinza-creme), e construíram os principais parques ao redor do centro da cidade. A grande população residencial do centro da cidade também a torna muito diferente da maioria das outras grandes cidades ocidentais.
As leis que regem o urbanismo de Paris permanecem sob rigoroso controle desde o início do século XVII, particularmente no que diz respeito ao alinhamento rua-frente, altura e distribuição de edifícios. Em modificações recentes, uma limitação imposta entre 1974 e 2010 às alturas das construções, de 37 metros (120 pé), foi aumentada para 50 m (160 pé) em áreas centrais e 180 metros (590 pé) em alguns dos bairros periféricos da cidade. No entanto, para alguns dos bairros mais centrais, leis ainda mais antigas sobre altura de edifícios permanecem em vigor.
A Tour Montparnasse, com 210 metros (690 pé), era o edifício mais alto de Paris e da França até 1973, mas foi ultrapassada com a reconstrução da Tour First em 2011.
Existem desde muito tempo atrás regras estritas de urbanismo, em particular, limites à altura dos imóveis. Atualmente, novos prédios com mais de 37 metros não são autorizados senão sob título excepcional. Em numerosos bairros, o limite de altura é ainda mais estrito. Paris contava com 6 088 vias públicas ou privadas em 1997. Dentre as mais notáveis, pode-se citar a Avenue Foch (16º arrondissement), a mais larga avenida de Paris com 120 metros, enquanto a Avenue de Selves (8º arrondissement) é a avenida mais curta com 110 metros de comprimento. A rua mais longa de Paris é a Rue de Vaugirard (6º e 15º arrondissements) com 4 360 metros. A Rue des Degrés (2º arrondissement) é a rua mais curta, com somente 5,75 metros, enquanto a Rue du Chat-qui-Pêche (5º arrondissement) é oficialmente a mais estreita com uma largura mínima de 1,80 metro (porém, algumas fontes mencionam o Sentier des Merisiers, no 12º arrondissement, que mede menos de um metro, ou ainda a Passage de la Duée no 20º arrondissement, que, se bem que seu lado direito haja sido destruído e ladeado por uma paliçada, mede somente 80 cm de largura). Por fim, a via mais inclinada é a Rue Gasnier-Guy (20º arrondissement) com uma inclinação de 17%.

## Cultura

### Arquitetura
Os monumentos mais célebres de Paris datam de épocas diversas, se encontrando com frequência no centro ou nas margens do Sena. Os cais do Sena que ficam entre a Pont de Sully au Pont de Bir-Hakeim constituem uma das mais belas paisagens fluviais urbanas e fazem parte do patrimônio mundial da UNESCO. Ali se encontram, a leste e a oeste: a Notre-Dame, o Louvre, os Invalides, a Ponte Alexandre III, o Grand Palais, o Museu do Quai Branly, a Torre Eiffel e o Trocadéro. Vários monumentos de estilo clássico igualmente deixam sua marca no centro de Paris. A capela da Sorbonne no coração do Quartier Latin, foi erguida no início do século XVII. O Louvre, residência da realeza, foi embelezado no século XVII e retocado muitas vezes mais desde então. O Hôtel des Invalides, com seu famoso domo dourado, foi erigido no fim do século XVII nos subúrbios da cidade por Luís XIV, que estava ansioso por oferecer um hospital para soldados feridos. O monumento abriga desde 15 de dezembro de 1840 as cinzas de Napoleão Bonaparte e também sua sepultura desde 2 de abril de 1861.
O patrimônio do século XIX é muito abundante em Paris, a saber, o Arco do Triunfo, os passeios cobertos, o Palácio Garnier (construído desde o fim do Segundo Império até o início da Terceira República e que abriga a Ópera de Paris) e a Torre Eiffel (construção "provisória" erguida por Gustave Eiffel para a Exposição Universal de 1889, mas que nunca chegou a ser desmantelada). A torre virou o emblema de Paris, visível da maioria dos bairros da cidade e até mesmo dos subúrbios próximos. Ao longo do século XX, os melhores arquitetos semearam as ruas de Paris com suas realizações: Guimard, Charles Plumet e Jules Lavirotte, verdadeiras referências da Art nouveau na França, seguidos pelas realizações de Robert Mallet-Stevens, Michel Roux-Spitz, Dudok, Henri Sauvage, Le Corbusier, Auguste Perret, entre outros, durante o período entre-guerras.
A arquitetura contemporânea é representada em Paris pelo Centro Georges Pompidou, edifício dos anos 1970 que abriga o Museu Nacional de Arte Moderna assim como a Biblioteca Pública de Informação. Não menos importantes as realizações idealizadas pelo presidente François Mitterrand: a Biblioteca Nacional da França, a Ópera Bastille e, provavelmente a mais célebre, a Pirâmide do Louvre, obra do arquiteto Ieoh Ming Pei erigida no pátio principal do Louvre. Mais recentemente, o Museu do Quai Branly, ou Museu das Artes e Civilizações de África, Ásia, Oceania e Américas desenhado por Jean Nouvel e inaugurado em 2006, veio enriquecer ainda mais a diversidade arquitetural e cultural da capital.

### Cemitérios

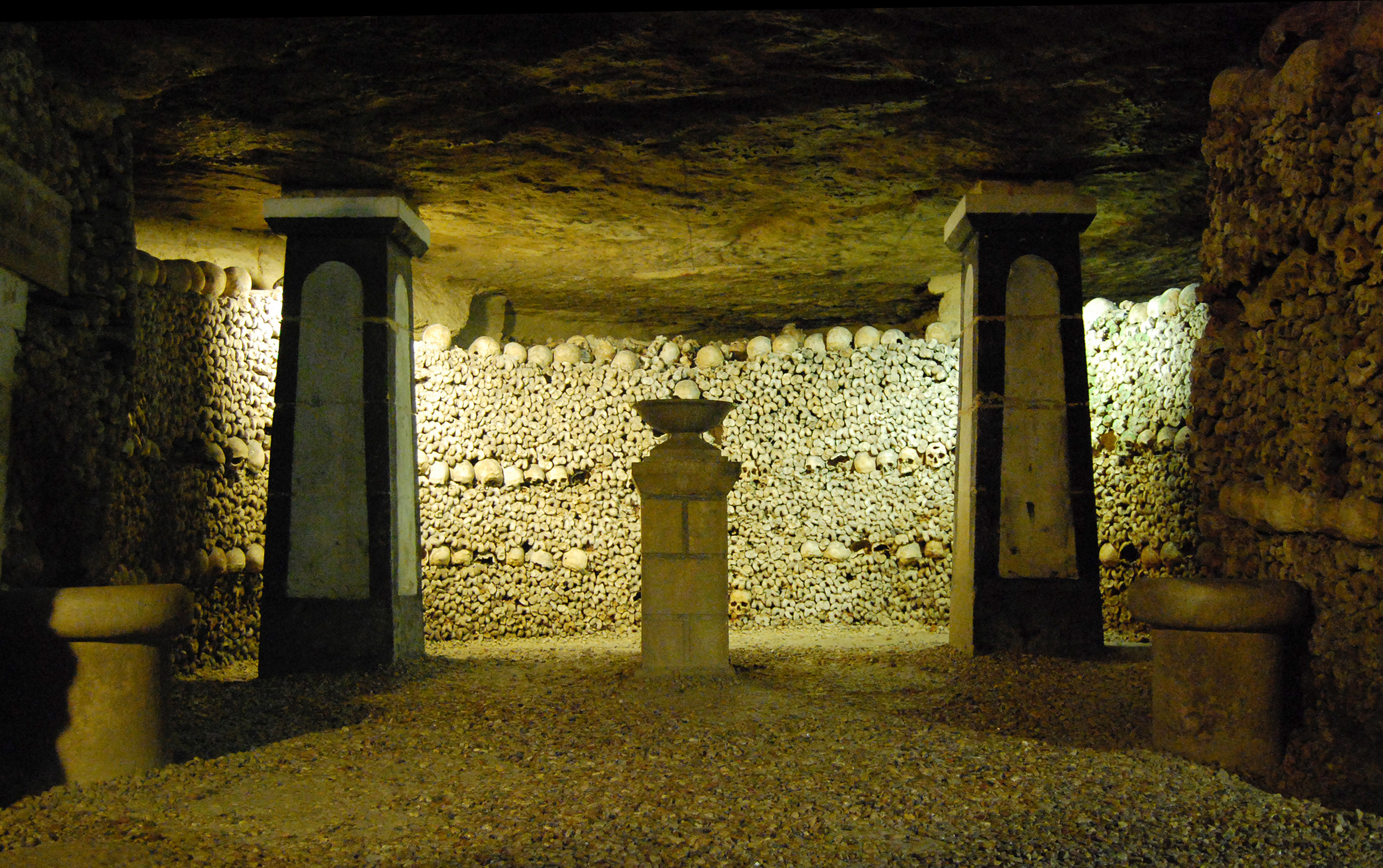
As Catacumbas de Paris guardam os restos mortais de mais de 6 milhões de pessoas

Durante a era romana, o principal cemitério da cidade estava localizado nos arredores do assentamento da margem esquerda, mas isso mudou com a ascensão do cristianismo católico, onde quase todas as igrejas do centro da cidade tinham cemitérios adjacentes para serem usados por suas paróquias. Com o crescimento de Paris, muitos deles, particularmente o maior cemitério da cidade, o Cemitério dos Santos Inocentes (Cimetière des Innocents), estavam cheios, criando condições bastante insalubres para a capital. Quando os enterros da cidade foram proibidos a partir de 1786, o conteúdo de todos os cemitérios paroquiais de Paris foi transferido para uma seção renovada das minas de pedra da cidade, fora do portão "Porte d'Enfer", hoje a praça Denfert-Rochereau no 14º arrondissement. O processo de mover ossos da Cimetière des Innocents para as Catacumbas de Paris ocorreu entre 1786 e 1814.
Após uma tentativa de criação de vários cemitérios suburbanos menores, o prefeito Nicholas Frochot, sob Napoleão Bonaparte, forneceu uma solução mais definitiva na criação de três cemitérios parisienses maciços fora dos limites da cidade. Aberto a partir de 1804, estes foram os cemitérios de Père Lachaise, Montmartre, Montparnasse e, mais tarde, Passy; esses cemitérios tornaram-se parte do centro da cidade mais uma vez quando Paris anexou todas as comunas vizinhas ao interior de seu anel de fortificações suburbanas em 1860. Novos cemitérios suburbanos foram criados no início do século XX: o maior deles são o Cimetière parisien de Saint-Ouen, o Cimetière parisien de Pantin (também conhecido como Cimetier Parisien de Pantin-Bobigny), o Cimetier Parisien d'Ivry e o Cimetier Parisien de Bagneux.

### Museus
Paris e a região Île-de-France possuem a maior oferta museográfica da França. Há não menos de 100 museus em Paris intramuros aos quais se deve ajuntar os mais de 110 museus da região. Mas além dos grandes números, é sobretudo na diversidade das coleções que a riqueza se sobressai. O museu mais antigo, de maior área e de maior coleção é o Museu do Louvre. Com um recorde de frequentação de 9,6 milhões de visitantes em 2019, o Louvre é de longe o museu de arte mais visitado do mundo. Outros de renome mundial são o Museu Nacional de Arte Moderna (dentro do Centro Georges Pompidou) e o Museu de Orsay, consagrado essencialmente ao impressionismo. Na proximidade de Paris, o Palácio de Versalhes, edificado pelo Rei-Sol e residência dos reis da França ao longo dos séculos XVII e XVIII, atrai igualmente milhões de visitantes ao ano. O palácio e o parque de Versalhes são classificados na lista dos patrimônios mundiais da UNESCO desde 1979.
Os museus estão sob diversos estatutos administrativos: os mais célebres são museus nacionais, isto é, pertencentes ao Estado francês. Outros dependem de ministérios, como o Museu do Exército (no Hôtel des Invalides) e o Museu Aeroespacial (no Aeroporto de Le Bourget) que pertencem ao Ministério da Defesa. Pode-se também citar o Panteão, onde repousam os "grandes homens" da nação francesa, como Victor Hugo, Voltaire, Jean Moulin, Jean Jaurès e Marie Curie. Outros museus pertencem ao Institut de France ou ainda a particulares. O município de Paris possui e gerencia por si próprio quatorze museus e sítios, dos quais os mais célebres são o Museu Carnavalet, consagrado à história de Paris, perto da antiga casa de Victor Hugo ou ainda as catacumbas. Também não há falta de exposições temáticas.
Paris abriga um dos maiores museus de ciência da Europa, a Cité des Sciences et de l'Industrie, em La Villette e um dos mais antigos (criado em 1794), o Museu de Artes e Ofícios no 3º distrito. O Museu Nacional de História Natural, localizado perto do Jardim das Plantas de Paris, é famoso por seus artefatos de dinossauros, coleções de minerais e sua Galeria da Evolução. A história militar da França, desde a Idade Média até a Segunda Guerra Mundial, é vividamente apresentada por exposições no Musée de l'Armée em Les Invalides, perto do túmulo de Napoleão. Além dos museus nacionais, administrados pelo Ministério da Cultura, a cidade de Paris opera 14 museus, incluindo o Museu Carnavalet sobre a história de Paris, o Museu de Arte Moderna da Paris, o Palais de Tokyo, a Maison de Victor Hugo, a Maison de Balzac e as Catacumbas de Paris.

### Bibliotecas

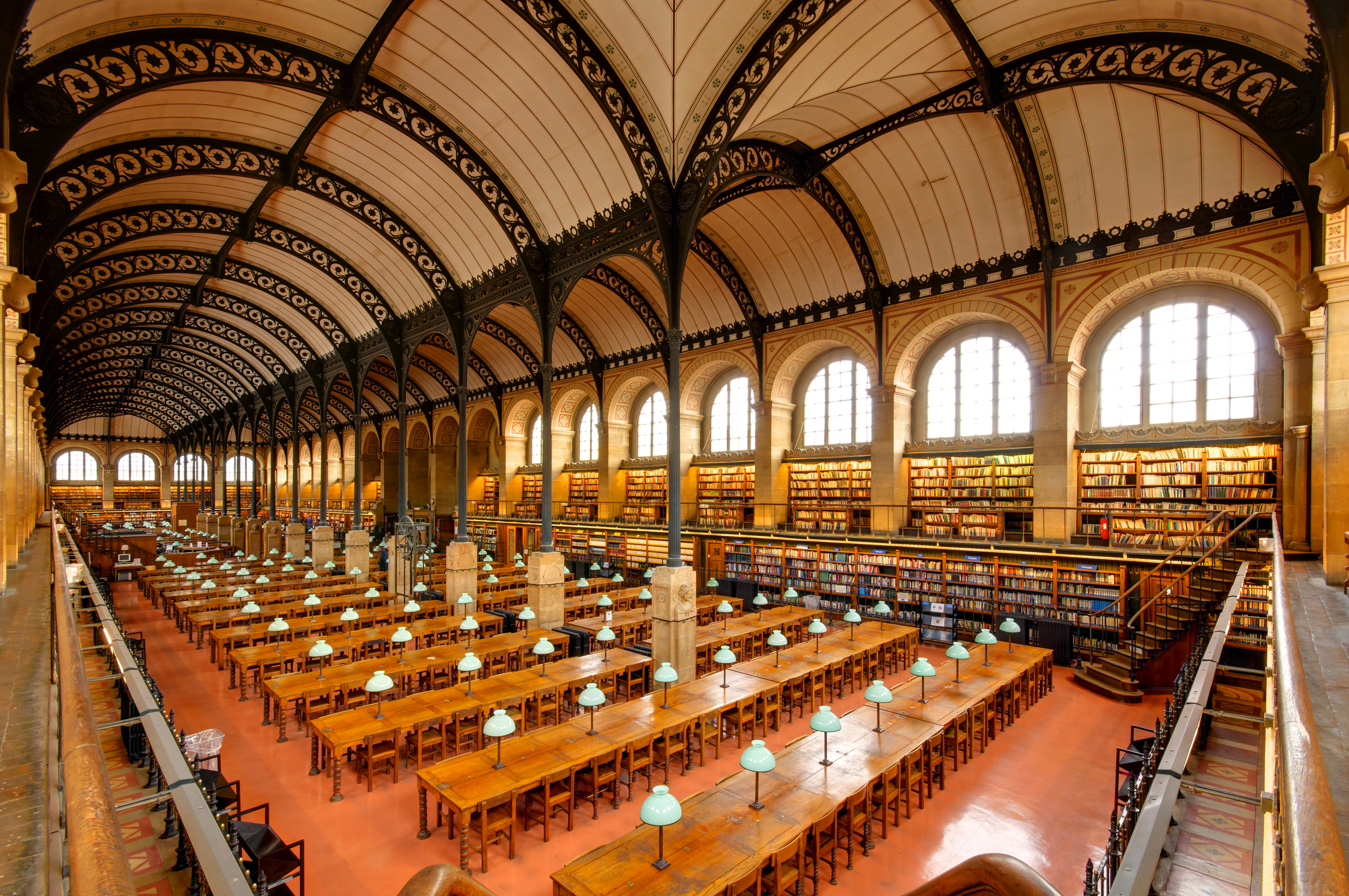
Sala de leitura da Biblioteca de Sainte-Geneviève

A Biblioteca Nacional da França (BnF) opera bibliotecas públicas em Paris, entre elas a Biblioteca François Mitterrand, Biblioteca Richelieu, Louvois, Biblioteca Opéra e Biblioteca Arsenal. Existem três bibliotecas públicas no 4º arrondissement. A Biblioteca Forney, no distrito de Marais, é dedicada às artes decorativas; a Biblioteca do Arsenal ocupa um antigo prédio militar e possui uma grande coleção de literatura francesa; e a Bibliothèque historique de la ville de Paris, também em Le Marais, contém o serviço de pesquisa histórica de Paris. A Biblioteca de Sainte-Geneviève fica no 5º arrondissement; projetada por Henri Labrouste e construída em meados do século XIX, contém uma rara divisão de livros e manuscritos. A Bibliothèque Mazarine, no 6º arrondissement, é a biblioteca pública mais antiga da França. A Médiathèque Musicale Mahler, no 8º arrondissement, foi inaugurada em 1986 e contém coleções relacionadas à música. A Biblioteca François Mitterrand (apelidada de Très Grande Bibliothèque) no 13º arrondissement foi concluída em 1994 para um projeto de Dominique Perrault e contém quatro torres de vidro.
Existem várias bibliotecas e arquivos acadêmicos em Paris. A Biblioteca Sorbonne, no 5º arrondissement, é a maior biblioteca universitária de Paris. Além da localização da Sorbonne, existem filiais em Malesherbes, Clignancourt-Championnet, Instituto de Arte e Arquitetura Michelet, Serpente-Maison de la Recherche e Institut des Etudes Ibériques. Outras bibliotecas acadêmicas incluem a Biblioteca Farmacêutica da Interuniversidade, a Biblioteca da Universidade Leonardo da Vinci, a Biblioteca da Escola de Minas de Paris e a Biblioteca da Universidade de Paris.

### Óperas, teatros e salas de espetáculo

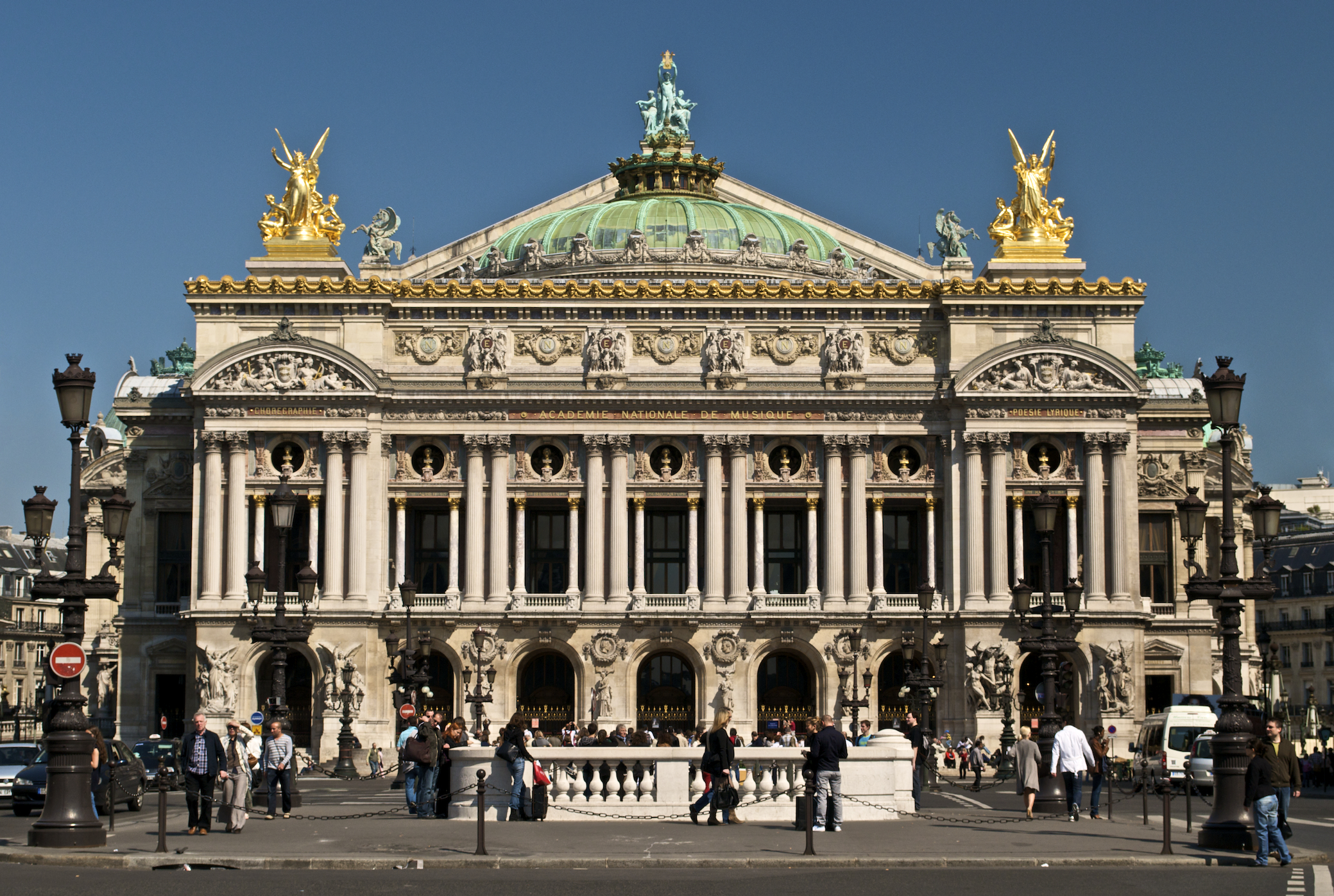
A Ópera Garnier

As maiores casas de ópera de Paris são a Opéra Garnier do século XIX (histórica Ópera Nacional de Paris) e a moderna Ópera da Bastilha; a primeira tende a balés e óperas mais clássicos, enquanto a segunda fornece um repertório misto de clássico e moderno. Em meados do século XIX, havia três outras casas de ópera ativas e concorrentes: a Ópera-Comique (que ainda existe), o Théâtre-Italien e o Théâtre Lyrique (que nos tempos modernos mudou seu perfil e nome para Théâtre de la Ville). A Philharmonie de Paris, a moderna sala de concertos sinfônicos de Paris, foi inaugurada em janeiro de 2015.
O teatro tradicionalmente ocupa um grande lugar na cultura parisiense, e muitos de seus atores mais populares hoje também são estrelas da televisão francesa. O mais antigo e famoso teatro de Paris é a Comédie-Française, fundada em 1680. Dirigida pelo governo da França, apresenta principalmente clássicos franceses na Salle Richelieu no Palais-Royal, na 2 rue de Richelieu, ao lado do Louvre. Outros teatros famosos incluem o Odéon-Théâtre de l'Europe, ao lado dos Jardins de Luxemburgo, também uma instituição estatal e um marco teatral; o Théâtre Mogador e o Théâtre de la Gaîté-Montparnasse.

### Cinema
A indústria cinematográfica nasceu em Paris quando Auguste e Louis Lumière projetaram o primeiro filme para um público pagante no Grand Café em 28 de dezembro de 1895. Muitas das salas de concerto/dança de Paris foram transformadas em cinemas quando esse tipo de mídia se tornou popular a partir dos anos 1930. Mais tarde, a maioria dos maiores cinemas foi dividida em várias salas menores. A maior sala de cinema de Paris hoje está no teatro Grand Rex, com 2 700 lugares.
Grandes cinemas multiplex foram construídos desde os anos 1990. O UGC Ciné Cité Les Halles com 27 telas, a MK2 Bibliothèque com 20 telas e o UGC Ciné Cité Bercy com 18 telas estão entre as maiores.
Os parisienses tendem a compartilhar as mesmas tendências de cinema que muitas das cidades globais do mundo, com os cinemas dominados principalmente pelo entretenimento gerado por Hollywood. O cinema francês chega em segundo lugar, com grandes diretores (réalisateurs), como Claude Lelouch, Jean-Luc Godard e Luc Besson, e o gênero mais popular, com o diretor Claude Zidi como exemplo. Os filmes europeus e asiáticos também são amplamente exibidos e apreciados. Em 2 de fevereiro de 2000, Philippe Binant realizou a primeira projeção de cinema digital na Europa, com a tecnologia DLP CINEMA desenvolvida pela Texas Instruments, em Paris.

### Moda

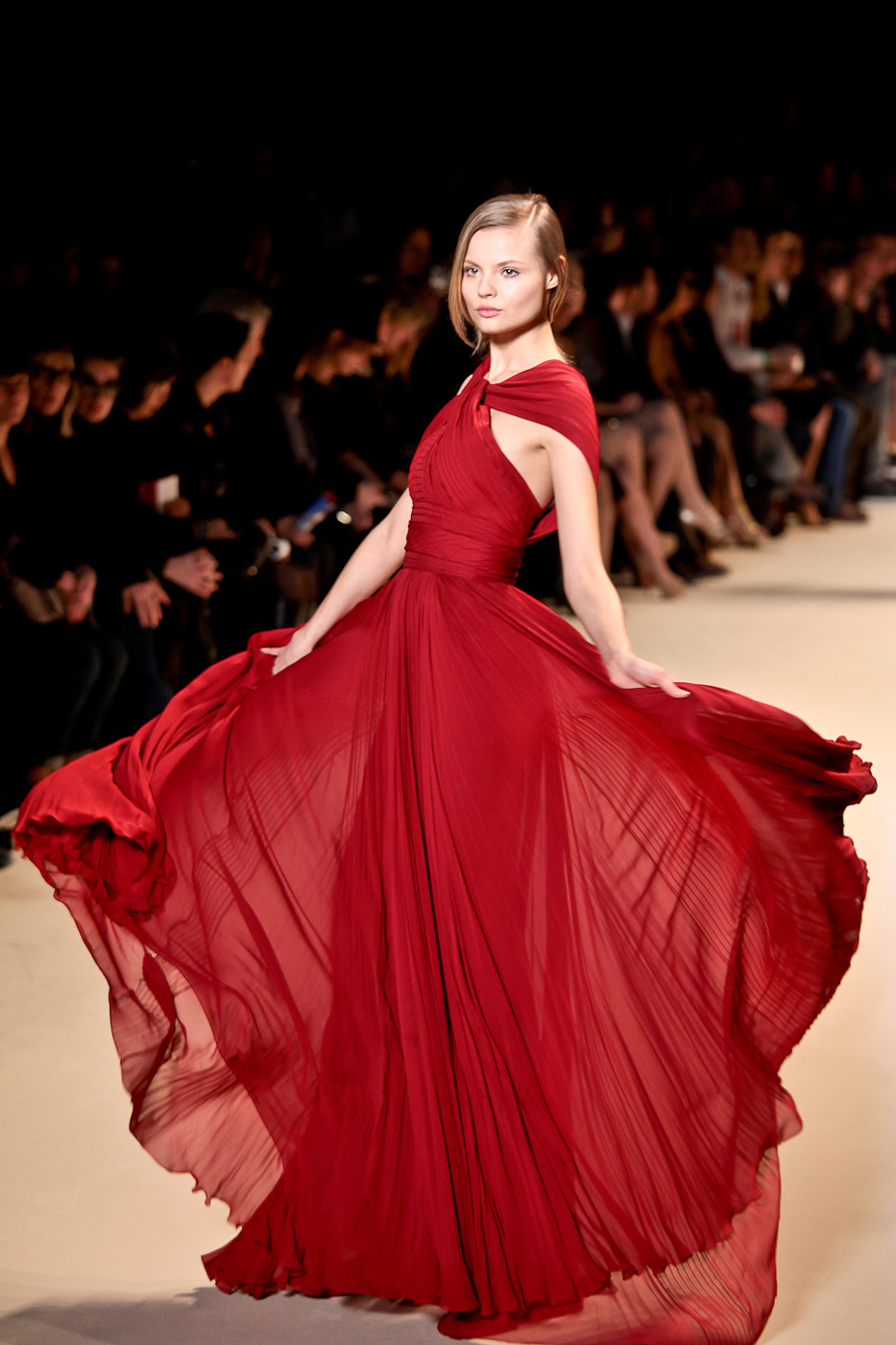
Magdalena Frackowiak na Paris Fashion Week de 2011

Desde o século XIX, Paris tem sido uma capital internacional da moda, particularmente no domínio da alta costura (roupas feitas à mão sob encomenda para clientes particulares). É o lar de algumas das maiores casas de moda do mundo, incluindo Dior e Chanel, além de muitos outros estilistas conhecidos e mais contemporâneos, como Karl Lagerfeld, Jean-Paul Gaultier, Yves Saint Laurent, Givenchy e Christian Lacroix. A Paris Fashion Week, realizada em janeiro e julho no Carrousel du Louvre, entre outras localidades renomadas da cidade, é um dos quatro principais eventos do calendário internacional de moda. As outras capitais da moda do mundo, Milão, Londres e Nova York também recebem semanas de moda. Além disso, Paris também é o lar da maior empresa de cosméticos do mundo: a L'Oréal, além de três dos cinco maiores fabricantes mundiais de acessórios de moda de luxo: Louis Vuitton, Hermès e Cartier.

### Culinária
Desde o final do século XVIII, Paris é famosa por seus restaurantes e alta-cozinha, com comida meticulosamente preparada e artisticamente apresentada. Um restaurante de luxo, o La Taverne Anglaise, inaugurado em 1786 nas arcadas do Palais-Royal por Antoine Beauvilliers, apresentava uma elegante sala de jantar, um extenso menu, toalhas de linho, uma grande lista de vinhos e garçons bem treinados; o local tornou-se um modelo para futuros restaurantes de Paris. O restaurante Le Grand Véfour no Palais-Royal data do mesmo período. Os famosos restaurantes parisienses do século XIX, incluindo o Café de Paris, o Rocher de Cancale, o Café Anglais, a Maison Dorée e o Café Riche, estavam localizados principalmente perto dos teatros do Boulevard des Italiens, tendo sido imortalizados nos romances de Balzac e Émile Zola. Vários dos restaurantes mais conhecidos de Paris apareceram hoje durante o Belle Epoque, incluindo Maxim's na Rue Royale, Ledoyen nos jardins dos Champs-Élysées e o Tour d'Argent no Quai de la Tournelle.

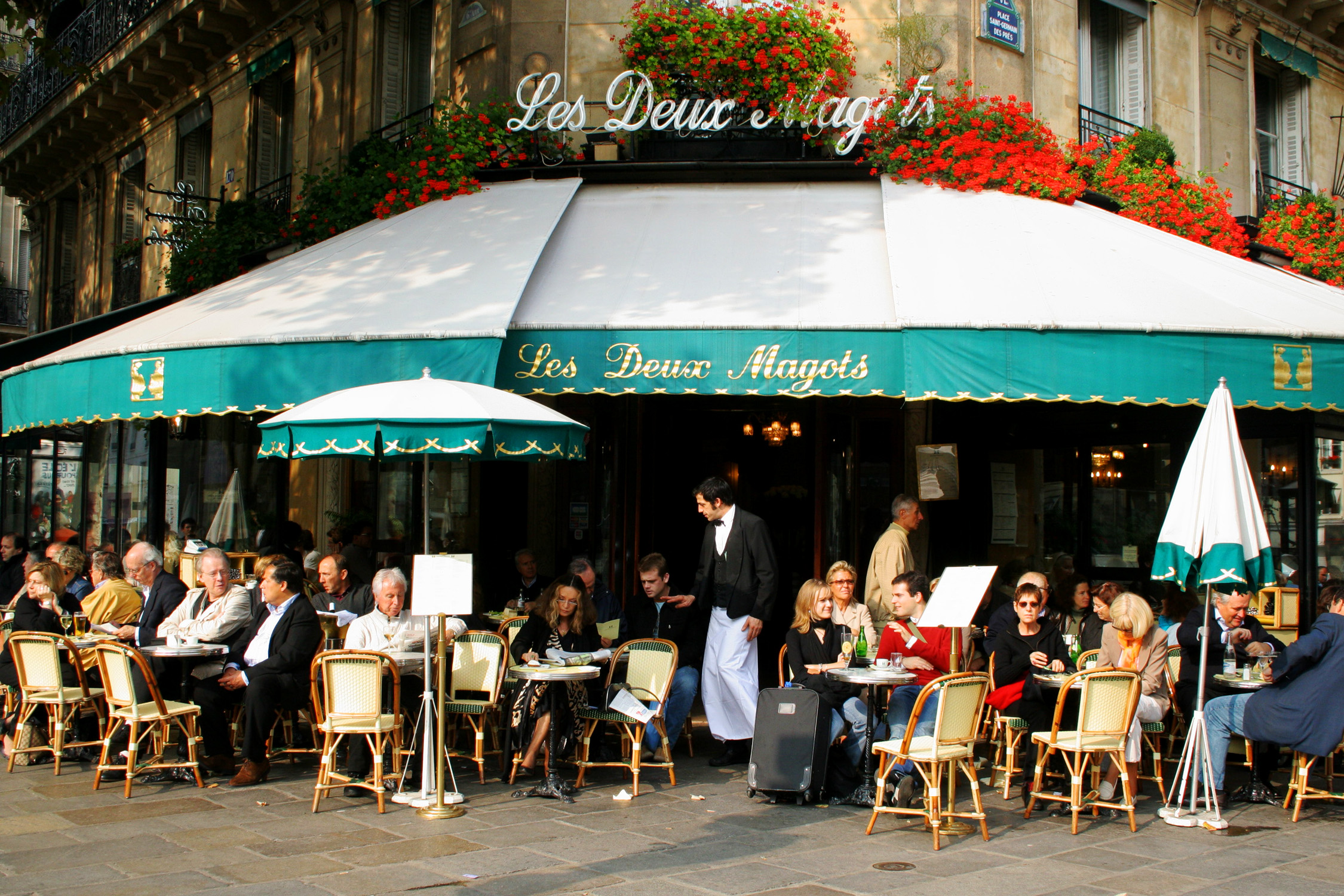
O café Les Deux Magots, um café parisiense célebre de Saint-Germain-des-Prés

Atualmente, devido à população cosmopolita de Paris, toda culinária regional francesa e quase toda culinária internacional podem ser encontradas na cidade, que possui mais de 9 mil restaurantes. O Guia Michelin é um guia padrão de restaurantes franceses desde 1900, concedendo seu prêmio mais alto, três estrelas, aos melhores restaurantes da França. Em 2018, dos 27 restaurantes Michelin três estrelas na França, dez estão localizados em Paris. Isso inclui os dois restaurantes que servem cozinha francesa clássica, como o L'Ambroisie na Place des Vosges, e os que servem menus não tradicionais, como o L'Astrance, que combina culinária francesa e asiática. Vários dos chefs mais famosos da França, como Alain Ducasse, têm restaurantes de três estrelas em Paris.
Além dos restaurantes clássicos, Paris tem vários outros tipos de restaurantes tradicionais. O café chegou a Paris no século XVII, quando a bebida foi trazida da Turquia e, no século XVIII, os cafés parisienses eram centros da vida política e cultural da cidade. O Café Procope, na margem esquerda, data desse período. No século XX, os cafés da Margem Esquerda, especialmente o Café de la Rotonde e Le Dôme, em Montparnasse, Café de Flore e Les Deux Magots, no Boulevard Saint Germain, todos ainda em atividade, eram importantes pontos de encontro de pintores, escritores e filósofos. Um bistrô é um tipo de local para comer vagamente definido como um restaurante de bairro, com uma decoração e preços modestos, uma clientela regular e uma atmosfera agradável. Diz-se que seu nome veio em 1814 dos soldados russos que ocuparam a cidade; "bistrô" significa "rapidamente" em russo e queriam que suas refeições fossem servidas rapidamente para que pudessem voltar ao acampamento. Bistrôs de verdade são cada vez mais raros em Paris, devido ao aumento dos custos, à concorrência de restaurantes étnicos mais baratos e aos diferentes hábitos alimentares dos clientes parisienses. Uma brasserie era originalmente uma taberna localizada ao lado de uma cervejaria, que servia cerveja e comida a qualquer hora. Começando com a Exposição Universal de 1867; tornou-se um tipo popular de restaurante que apresentava cerveja e outras bebidas servidas por mulheres jovens com roupas nacionais associadas à bebida, como roupas alemãs específicas para cerveja. Agora as brasseries, como cafés, servem comida e bebida durante todo o dia.

### Festividades

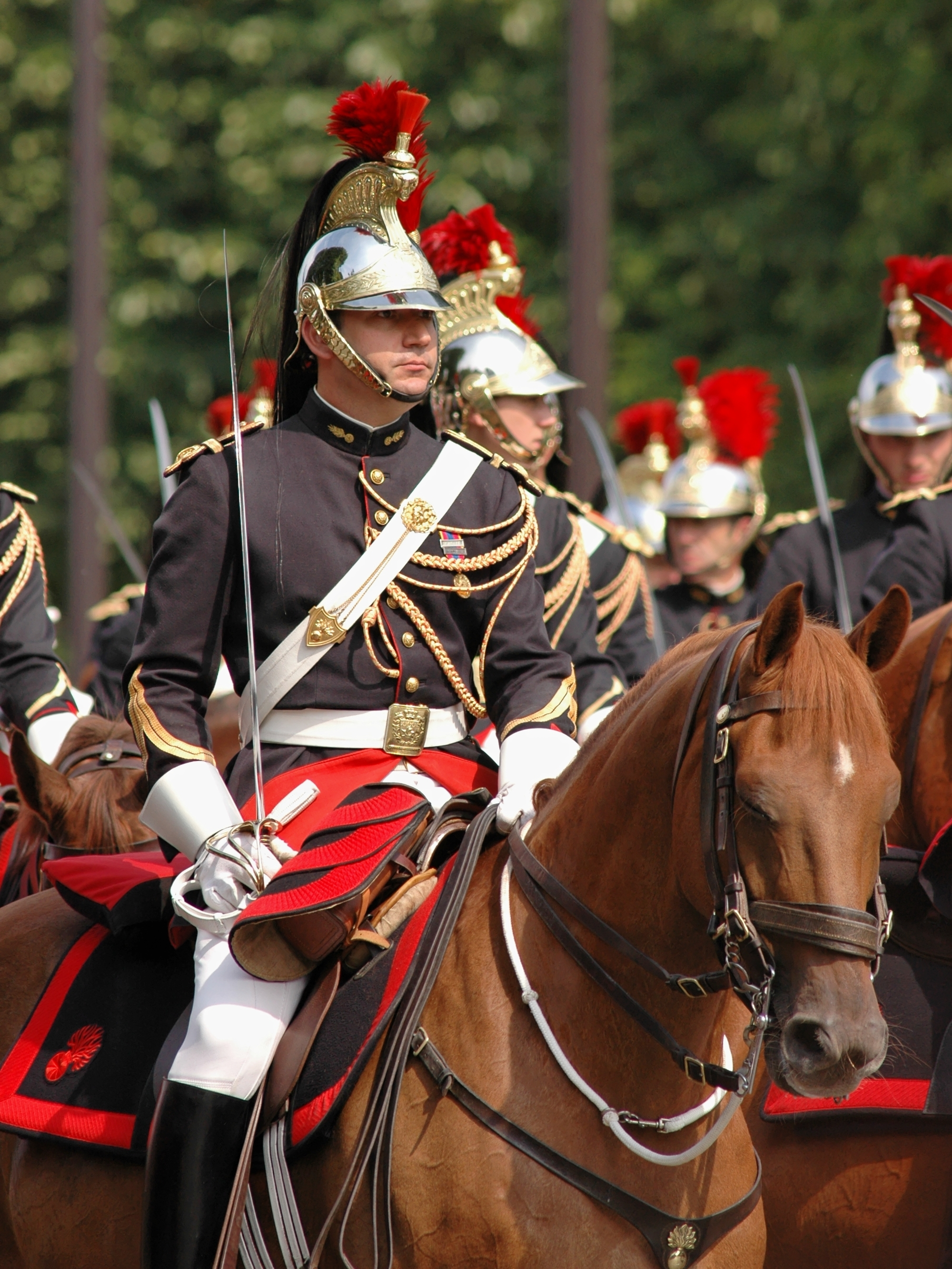
Membro da Guarda Republicana no Dia da Bastilha

O caráter festivo da cidade é marcado desde 2002 pelas operações de Paris Plages, organizadas entre julho e agosto, e que consiste em transformar uma parte dos cais do Sena em praias com cadeiras-de-praia e atividades diversas. Também há a Nuit Blanche, que permite ao público assistir gratuitamente a diferentes expressões da arte contemporânea através da cidade durante a noite do primeiro sábado para o primeiro domingo de outubro.
Paris acolhe ao longo de todo o ano várias festividades: ao fim de janeiro, as ruas do 13º arrondissement se animam com as celebrações do ano novo chinês; o cortejo tradicional do Carnaval de Paris desfila no mês de fevereiro; ao fim de fevereiro, ocorre o Salão Internacional da Agricultura; em março, vê-se o Salão do Livro; ao fim de abril ou início de maio, a Feira de Paris relembra as grandes multidões dos tempos medievais.
O dia 14 de julho é a ocasião do tradicional desfile militar em Champs-Élysées e dos fogos-de-artifício lançados dos jardins do Trocadéro.
Outubro é o mês do Paris Motor Show nos anos pares, alternando com o mundial de duas-rodas nos anos ímpares. No mesmo mês, há a Feira Internacional de Arte Contemporânea (FIAC). No segundo sábado de outubro, o bairro Montmartre se reata com seu passado vitícola na Festa da Colheita de Montmartre. Uma das mais antigas manifestações de arte em Paris é a Bienal de Paris, fundada em 1959 por André Malraux.

### Esportes
Os clubes esportivos mais populares de Paris são o clube de futebol Paris Saint-Germain F.C. e os clubes da união de rugby Stade Français e Racing 92, o último dos quais está localizado nos arredores da cidade. O Stade de France, com 80 mil lugares, construído para a Copa do Mundo FIFA de 1998, está localizado ao norte de Paris, na comuna de Saint-Denis. É usado para futebol, rugby union e atletismo, hospedando a Seleção Francesa de Futebol para amistosos e eliminatórias para grandes torneios, anualmente organiza os jogos em casa da Seleção Francesa de Rugby Union no campeonato das Seis Nações e hospeda vários jogos importantes da equipe de rugby do Stade Français. Além do Paris Saint-Germain F.C., a cidade possui vários outros clubes de futebol profissional e amador: Paris FC, Red Star, entre outros.
Paris sediou os Jogos Olímpicos de Verão de 1900 e 1924 e sediará os Jogos Olímpicos de Verão de 2024 e os Jogos Paraolímpicos de 2024. A cidade também sediou as finais da Copa do Mundo FIFA de 1938 (no Stade Olympique de Colombes), bem como a Copa do Mundo FIFA de 1998 e a final da Copa do Mundo de Rugby de 2007 (ambas no Stade de France). Duas finais da Liga dos Campeões da UEFA no século atual também foram disputadas no Stade de France: as edições de 2000 e 2006. Mais recentemente, Paris foi anfitriã do UEFA Euro 2016, tanto no Parc des Princes, na cidade propriamente dita quanto no Stade de France, e este último sediou a partida de abertura e a final.
A etapa final das corridas de bicicleta mais famosas do mundo, o Tour de France, sempre termina em Paris. Desde 1975, a corrida terminou nos Champs-Elysées. O tênis é outro esporte popular em Paris e em toda a França; o Aberto da França, realizado todos os anos na argila vermelha do Centro Nacional de Tênis de Roland Garros, é um dos quatro eventos de Grand Slam da turnê mundial de tênis profissional.